# 明日の光をつかめ
『明日の光をつかめ』（あすのひかりをつかめ）は、東海テレビ（フジテレビ系列）で2010年・2011年・2013年の夏休み期間に放送された昼ドラのシリーズ作品である。放送時間は、月曜 - 金曜の13:30 - 13:58（JST）。シリーズ共通の特徴として、いじめ・児童虐待（児童性的虐待）・犯罪（少年犯罪）をテーマとして扱っている。通称『明日ひか』『明日光シリーズ』。本項では各シリーズについて詳述する。

## 第1シリーズ

### 概要
『明日の光をつかめ』のタイトルで2010年7月5日から9月3日まで東海テレビ（フジテレビ系列）で放送、全45話。心に傷を抱えながらも哀しみ・寂しさのどん底から這いあがって人生に光を見出そうとしていく「たんぽぽ農場」の少年・少女たちと、それを応援する大人の姿を描く。
東海テレビ制作昼の帯ドラマ枠で、初めて少年・少女をキャストの中心に据えた作品となった。主演の広瀬は民間放送の連続ドラマおよび昼ドラ初主演で、本枠の主演女優で史上最年少（当時15歳）であった。脚本は清水有生が担当。制作はメディアミックス・ジャパンで、同社担当の作品が本枠で放送されるのは今作が初めてとなった。

### キャスト

#### 沢口家
沢口 遙（さわぐち はるか）（17）
演 - 広瀬アリス
主人公。高校2年生。翼が落としたキーホルダーを拾ったことがきっかけで翼やたんぽぽ農場に関わる。所属するバスケット部でいじめの標的となり退部、農場で夕飯の手伝いを開始。翼と参加した夏祭りの打ち合わせで農場に対する地域住民の考え方を目のあたりにし、激しく抗議をした。そんな中、アヤメから翼の犯罪を聞かされショックを受けるが、過去より現在の翼が大事だと気づく。後に翼から過去を聞き涙し、翼の支えになりたいと交換日記を開始。農場の仲間に迷惑をかけぬよう、農場へ出入りしないと父・祐介に宣言するが、アヤメたちの計らいで翼と再会。駆け落ちするが修治により家に戻される。電話で翼の覚悟を聞き、夏休みを農場で過ごすことに。祐介の妨害で取引先や直売に苦戦する農場を盛り上げようと、土・日のみ農場で食堂を営業することを提案し自ら店長を務め、豊子の出産に立ち会い精神的に成長。母・美佐子に夏休み後も農場で暮らし、祐介の妨害に全力で立ち向かう覚悟と、翼と共に高認試験を受験し大学進学し、農場の子供たちのような子供を応援する家庭裁判所調査官になりたいと語る。農場の仲間と篭城に参加。翼の助言で家に戻り家族の絆になる決意をし、翔と共に農場を去る。祐介の故郷・岐阜で一家揃ってやり直すことに賛同し、南浜市を後にした。
沢口 祐介（さわぐち ゆうすけ）（50）
演 - 川崎麻世
遙と翔の父。沢口家の婿養子。地元の野菜市場を経営。市議会議員も務め、猿沢池緑地の再開発をしニュータウン造成するため市長選へ出馬。野心家で強引な手腕を使い、その地位を築いてきた。後援会の婦人部により遙と農場の関わりを知り出入りを強く反対。貧乏な家庭に育ち、誰にも甘えずやってきたため、農場の子供たちを悪く思っている。偶然遥と翼の交換日記を見つけ、翼に「娘との交際は認めない」と言い、遙を連れ戻しに農場に出向くが翼から怪我を負わされ、遙に「農場に行くなら翼を傷害事件として訴える」と脅迫。掛け合いに来た修治にも強固な態度を取り、農場の野菜の取引先に圧力をかける。遙から農場の皆の歌を聞いて欲しいと誘われるが、たんぽぽ農場が合唱祭に出場できないよう手を回す。過疎化した町を復興させ、美佐子の親を超え対等な立場に立とうと、農場の地主の長男・利晴に町の再開発用地買収を持ちかける。家族に捨てられ一人ぼっちになり、遙に家へ戻るように懇願するが振り切られると、市の児童課に電話し農場を閉鎖するよう掛け合う。遥と翔が家に戻ると市長選への立候補を取り消し、町の再開発も中止。一家で故郷の岐阜でやりなおす決意をし、野菜市場の業務も部下に譲った。
沢口 美佐子（さわぐち みさこ）（41）
演 - 舟木幸
遙と翔の母、祐介の妻。優しく理想的な母親で、常に夫を立てて家庭を支えているが、愛のない財産目当ての結婚と考えており、心療内科医の日向と不倫中。農場に出入りする遙の味方をし、自らケーキを作って農場を訪れるが、内心彼らを良く思っていない。祐介と離婚し日向の元へと行くことを決意。遙と一緒に居たいと日向を拒む翔を修治に頼む。翔の様子を伺いに農場に出向いた際、希美の出産を応援する翔と仲間たちに涙を流し、安心して修治に翔を託す。再び農場を訪れ、遙から覚悟と将来の夢を聞き、また翔も逞しく成長していることから農場を誤解していたと感じ、翼に遙と翔のことを頼む。祐介に離婚届を叩き付けており、祐介の「家族がやり直せるのはお前次第だ」という言葉に「あなたが変わらない限りやり直すことはできない」と反論。しかし遙と翔が家に戻ると日向と別れ、家族4人で岐阜へ向かった。
沢口 翔（さわぐち しょう）
演 - 清水優哉
遙の弟。裕也と同じ小学校に通う6年生。トラックに轢かれそうになったところを翼に助けられ翼に懐く。白金学園に入るため塾に通い猛勉強しているが、本当はイチローのような野球選手になるのが夢。両親の別居の際、美佐子と日向の家に行くが部屋に引き篭る。その時、翼と遥が製作したたんぽぽ農場ホームページの農業体験募集を見て農場にやって来る。はじめは農場の子供たちの言動や自分への扱いを見て遙に一緒に農場を出ようと訴えるが一蹴され、気を引くために置き手紙をして納屋に籠る。翌日帰ってきたが遙たちが何事も無かったように振舞うのを見て自分のことしか考えていないと激怒する。後に昌子から本当は皆が翔を心配し捜索してくれたと聞き、子供たちに心を開く。以前のように家族で仲良く暮らせる日が来ることを願っており、家に戻り、家族と岐阜に向かう。

#### 北山家
北山 修治（きたやま しゅうじ）（53）
演 - 渡辺いっけい
たんぽぽ農場主宰者、皆からおっちゃんと呼ばれている。「短気は損気」が口癖。かつては家庭を顧みない仕事人間だったが、非行少年や家庭の事情で預けられた子供と一緒に暮らし、農業を通じ社会復帰できるよう新田夫妻から農地を借り野菜を作っている。地域の冷たい目に晒されても、子供たちを励まし、一緒に世間と向きあっている。通り魔の少年に妻と息子を殺害され、少年の死刑を願ったがその少年が自殺。少年が死んでも身の回りが何も変わらないことに気づく。後に、彷徨ううちに新田夫妻に出会い「たんぽぽ農場」を始め、多くの少年少女を見守ってきた。沙也加から母親と一緒に暮らしたいと告げられるが、今はその時ではないと強く反対し、孝介と翼以外の子供たちと有里から反発を受ける。沙也加の母親の家を訪れて沙也加の覚悟を話すが、彼女の態度を見て改めて沙也加と母親の同居が無理だという考えを強め、沙也加にも告げる。ある日、農場にやって来た豊子の母・松江と豊子の兄・正道が無理やり豊子を連れ帰ろうとし、正道と揉み合い負傷させ逮捕。面会に来た有里に子供たちが出て行ったあと健吾と幸せになるように言い、有里から預かった子供たちからの手紙を見て涙する。農場に篭城する子供たちに篭城を中止するようメッセージを送るが聞き入れられない。俊道が刑事告訴を取り下げ釈放されるが、しばらく農場を閉め一人になりやり方を考え直す。そして3か月後、再開した農場で子供たちを迎えた。
北山 君子（きたやま きみこ）
演 - 島ひろこ
修治の妻。10年前、大輔の中学入試に向かう途中通り魔の少年に襲われ命を落とす。
北山 有里（きたやま ゆり）（25）
演 - 矢沢心 （10年前 - 優希）
修治の娘。近くの病院で助産師をしている。農場の少年たちのお姉さん的存在で信頼も厚い。最初はたんぽぽ農場に反対し東京の親戚の元へ行くことになっていたが、修治を見捨てられず農場へ。だが今も修治の行いを認めていない。幸宏の事件で修治と口論となり農場を出るが、子供たちの説得により戻る。妊娠中の希美に「母親になるなら覚悟が必要」と説く。ある日、勤務先に出産間近の患者が運ばれ異常に気づくが、医師の見落としが原因で胎盤早期剥離で赤ん坊を死なせたことが週刊誌の報道により全責任を負わされる。患者から「人殺し」と恨まれ、母と弟を殺した少年に対する憎悪と重なり苦悩。病院を退職し、恋人・健吾の元へ。医師の行動を証言する者が現れ示談となるが、自責の念にかられる最中、電話で希美の陣痛を知り、出産の指示をする。農場に到着すると希美を励ましながら男の子を取り上げた。希美のそばで過ごす間に結婚について考えると健吾に約束。子供たちが旅立つ朝に農場から締め出される。農場を閉めようとする修治に農場を続けるように言うが、健吾の元に戻るよう言われる。後に健吾と入籍し東京の病院で働いている。
北山 大輔（きたやま だいすけ）
演 - 林凌雅
修治の息子。10年前、中学入試に向かう途中通り魔の少年に襲われ命を落とす。

#### たんぽぽ農場（第1シリーズ）
桜木 翼（さくらぎ つばさ）（17）
演 - 榊原徹士
父・俊一を包丁で刺し負傷させ少年院に送致、1年後に退院。事件が原因で母親の精神は崩壊。その母から貰った熊の人形を大切に持っている。いつも感情を抑えて真面目に作業をこなしていくが、父親を憎む気持ちは全く変わらない。大学入学を目指し高認試験の受験勉強をしている。自分のために泣いてくれた遙に戸惑いながらも惹かれ、祐介に釘をさされ一度は遙を避けるが修治とアヤメの後押しにより再び接近する。そんな中、遙を連れて帰ろうとする祐介を突き飛ばし、負傷させる。その後遙と駆け落ちするが修治によって連れ戻され、遙に電話で自分の覚悟を語る。美佐子と翔を心配する遙に日向に会いに行くよう諭し、ともに日向の病院へ向かう。農場にピアノが届き、ピアノを弾くことになるが、その際に父から受けた暴力が蘇りパニックに。孝介から自身の過去を聞き再びピアノを弾く。農場のホームページを遥と作成。豊子の子・健が熱を出し、子供たちも動揺していることから篭城をやめ修治を釈放する方法を考えつきその作戦に賭け、他の子供たちに続きベランダから自分の気持ちを訴える。遥と俊一と会いに行くが、やはり許すことは出来なかった。何も言わずに家族と共に岐阜へ転居する遙を呼びとめ自分の気持ちを伝える。
野原 大樹（のはら だいき）（17）
演 - 松川尚瑠輝（幼少 - 宮内雄輝）
農場のリーダー、皆の兄貴分的存在。実の母親を赤ん坊のころに亡くし、傷害事件を繰り返すうちに親類から捨てられ農場へ。ぶっきらぼうで喧嘩っ早いが、幸宏を心配する優しい面もある。遙をよく思っていなかったが、遙が料理を作りに来るようになってから態度が軟化。翼の過去を調べ遙に話したアヤメに平手打ちをし「一番やっちゃいけないことだ」と責める。車好きで、自動車整備士の資格を取得しようと考えている。農場のことを考え遙と翼の交際に反対し、食堂の計画に反対し農場の子供たちとの関係がこじれる。そんな中、昔の仲間と再会し東京へ行き、兄貴分・三上の羽振りのいい姿に憧れ、三上の仕事を手伝うが、盗難車を扱う実態を知り、また三上が農場の野菜を粗末に扱う姿に反感を覚え農場へと戻る。白石を助けたことで野菜を直売できるようになったことから子供たちからVIP扱いを受け仲間と和解する。工作が得意で、前年に裕也の宿題として作った作品が金賞をとり南浜市民会館に飾られていた。その後白石から家に来ないかと誘われるが自分だけいい思いをするわけにはいかないと断る。バラバラになってしまう子供たちを見てこのままでいいのかと問いかけ、修治釈放のための籠城を指揮する。その後葛飾の施設に身を寄せたが、農場が再開すると戻ってくる。
水島 アヤメ（みずしま アヤメ）（16）
演 - 外岡えりか
元窃盗団の一員。カラオケやボウリングを好む派手な少女。沙也加と同様に幼稚園教員になりたいという夢を持つ。クモの刺青の男らによって強姦された経験があり、そのことを幸宏に打ち明ける。以前も同じような経験があり、事情聴取で嫌な思いをし告白出来ずにいた。そのため遺書を残し、自殺しようとした時に翼に助けられてから翼に恋をする。何も苦労のないお嬢様の遙が農場で翼と仲良くするのを憎悪し、嫉妬心から翼の過去を調べ遙に伝えてしまう。遙が来なくなったことを大樹に問い詰められ、修治に発覚するのを恐れ自分の行為を告白し、翼に謝罪し告白するがふられ、以降は翼と遙の恋を応援。ある日、農場に来た希美と再会、希美が農場に滞在できるよう修治に頼み込むが、仕事をしない希美に呆れる。希美が妊娠と出産の本を読んでいるのを見て妊娠に気づき、希美に出産の覚悟を問う。希美の出産途中で気絶してしまい出産の瞬間に立ち会えなかった。行政判断で修治が戻るまで埼玉の施設に預けられることになり強く反発、有里を悲しませないよう無理に明るく振舞う。篭城で団結する仲間から勇気を得、幸宏の事件の真実について告白し警察に行き全てを話すと告げ、再開した農場へ戻る。
成田 幸宏（なりた ゆきひろ）（17）
演 - 吉武怜朗
過去に傷害事件で少年院に入っていたが、社会復帰に備えていた。しかし、バイト先のコンビニにアヤメを強姦した蜘蛛の刺青の男が現れ、口論の末誤って刺してしまい、たんぽぽ農場に逃げ込み遙を人質に取ってしまう。有里の通報により警察に捕まり、少年審判の結果、一年間の中等少年院送致となるが、アヤメが被害届を出したため予定より早く出所し、農場でまた暮らすことになる。
斉藤 孝介（さいとう こうすけ）（15）
演 - 高橋賢人
お調子者で人なつっこい。遙を気に入っている。希美がタイプだと言っているが、本当はアヤメが好き。普段から明るく振舞っているが、母や自分に暴力をふるう父親をはずみで殺してしまった過去があり、過去を気にされないように自分を偽って生きてきた。過去から逃げずに人前に堂々と本当の自分で出るために合唱祭に出たいと考え、父親を刺したトラウマで苦悩する翼を見て、農場の皆の前で過失致死で済ませられたが父への殺意があった過去を語る。合唱祭では先頭に立ちリーダーシップを発揮するが、出場できなくなり他の子供たち同様やる気を失う。希美の出産で何も手伝えないことを悔しがるが、扉越しに合唱祭で歌うはずだった「翼をください」を歌い出すと、農場の男子たちも続けて歌い出す。有里に同調し沙也加は母親と暮らすべきという意見が大半な中、一人だけ修治の意見に同調し他の子供たちから裏切り者扱いを受けた。農場篭城中にアヤメが真実を語った後、告白するが玉砕。大樹と同じ施設に身を寄せ、農場再開後に戻ってくる。
中園 満（なかぞの みつる）（13）
演 - 齋藤隆成
模範的な優等生。一家心中で一人だけ生き残り農場に来た。現在もそのトラウマが残っており、母親の話題になると異常反応を起こし、パニックを起こしてしまう。三郎の葬式の際一人だけ「死」の意味が理解できず涙を流さなかったが、生前とは違い三郎の手が冷たいことを知り一人、家族との思い出の場所を回る。その時に「死」を理解し三郎の亡骸の前で涙を流す。希美の苦しむ声を聞き出産が命がけなことを知るが、なぜ母は自分を殺そうとしたのか疑問に思い涙ぐむ。農場篭城では元気をなくす。沙也加、裕也と同じ八王子市の施設に預けられたが、農場再開後に戻ってきた。
横山 沙也加（よこやま さやか）（14）
演 - 佐藤未来 （5歳時 - 小西舞優）
主体性のない依存型の少女。5歳の時に母・恭子に捨てられ、親戚の元を渡り歩いた後に農場に。母親の男友達にいたずらをされた過去があり、大人の男性である修治を拒絶している。気が弱く、少々泣き虫。アヤメ同様に幼稚園教諭になりたいという夢を持つ。ラブストーリーが好きで、遙と翼の恋に興味津々。野菜の声を聞くことが出来、農場の野菜に話しかけている。希美が世話をしようとしない健に5歳のころの自分を重ね、健の世話を懸命し、希美の頬を平手打ちする。希美の出産をきっかけに母親へ会いたいという気持ちが芽生え、有里らと母親の住むアパートを訪ねる。農場に帰りはじめて修治に「おっちゃん」と自分から話しかけ、母親と暮らしたいという自分の気持ちを伝えるが修治に反対され涙を流し、一人で母親の元へ行く。しかし母親が男性と親しくしているのを見てショックを受け農場に戻り、修治に謝罪し、ずっと農場に居たいと伝える。農場が閉鎖されることになり母親から一緒に暮らしたいという申し出を断り、満と裕也と同じ施設に預けられたが、農場再開後に戻ってきた。
小早川 裕也（こばやかわ ゆうや）（8）
演 - 平野心暖
農場で唯一の小学生。シングルマザーだった母親に捨てられ、農場へ。幸宏が事件を起こしたことにより学校でいじめられている。美佐子を見て母親に会いたくなり大樹とともに母親のもとを訪れるが新しい家族で幸せにしているところを見て身を引き、自ら姿を消した。祐介の圧力により苦戦する農場の中、一人で八百屋付近で直売をする。毎年夏休みの宿題が全く出来ず、その度に農場の子供たちに手伝ってもらっている。農場篭城後は、満、沙也加と同じ施設に預けられたが、農場再開後に戻ってきた。
漆原 豊子（うるしばら とよこ）（16）
演 - 大平奈津美
アヤメの友人。「金井希美、18歳」と名乗る。本名が嫌いで、妊娠・出産を両親に知られ子供と引き離されるのを恐れ名前と年齢を偽っていた。日本舞踊の家元の娘。好きでもないのに毎日踊らされ、暴力を受け、食事制限をされたりと虐待されながら育つ。パンを万引きした際に平謝りする母を見て、そこから警察に捕まるようなことを繰り返し勘当、後に妊娠。恋人に妻子がいることを知るが、どうしても出産したく、アヤメに聞いた有里の話を思い出し農場へ。畑仕事もやる気がなく、遙の財布から金を盗んだり修治の部屋を物色したりと不審な行動をとる。アヤメが保険証を遙に貸したことを知り、遙が妊娠しているのではないかと言い、それが子供たちに広まり大騒動となる。修治や有里が妊娠のことを聞いても真剣に考えていないように見えるが、お腹の子に対し愛情はある。そんな最中に陣痛がおき、女子部屋で出産。陣痛の最中に修治に本当の年齢と名前を明かし、農場の皆に励まされながら男児を出産。元恋人の名前をとり健と命名。だが健の面倒を見ず、両親に知らせることを拒み修治たちを困らせる。元恋人が妻子と幸せに暮らす姿を見て愕然し農場へ戻るが、有里から沙也加のネグレスト経験を聞き、沙也加に謝罪し健を育てると約束。連れ戻しにやって来た父・俊道に反発した子供たちに、修治は初めて自分のために真剣になってくれた最高の人と語る。告訴を取り下げるため健を連れ家に帰ろうとするが、有里たちから止められる。農場篭城に参加したが、健の発熱により中止し家に帰る。両親とは次第に関係が修復される。
品田 真（しなだ まこと）
演 - 川村亮介
就職先が見つかり、翼と入れ替わりで退園した。子供たちの籠城を知り掲示板に応援の書き込みを残す。
ポーさん
演 - 渡部雄作
「たんぽぽ農場」で働いている男性。なんらかの原因で言葉を発することが出来ない。5年前に畑のスイカを盗んでいたところを修治に見つかり、それから農場で手伝うようになった。名前の由来や本名は不明。
菅野 直也（すがの なおや）（27）
演 - 北条隆博
9年前、「たんぽぽ農場」で初めて修治が預かることになった子供。傷害罪と窃盗で1年間少年院に入っていた。父親に虐待されたことにより大人への不信感を持っていた。その後結婚することになり修治へと結婚式の招待状を送る。子供たちの籠城を知り掲示板に応援の書き込みを残す。

#### 町の人々
新田 三郎（にった さぶろう）（64）
演 - 不破万作
地元農家の有力者。妻と息子を亡くし放心状態になっていた修治と偶然出会い、農業をやってみないかと誘い修治が立ち直るきっかけを作った。1年後、修治の考えに賛同して自分の畑と所有する建物を無償提供し、たんぽぽ農場を支援。農場の子供たちから「じっちゃん」と慕われている。修治に祐介の目的を語り、家に戻った後病に倒れ病院に搬送されそのまま息を引き取る。葬儀は農場で行われた。
新田 昌子（にった まさこ）（65）
演 - 藤田弓子
新田の妻。たんぽぽ農場の子供たちに「ばっちゃん」と呼ばれて愛される存在。陶芸教室に通っている。「たんぽぽ食堂」の料理人的役割を担っている。息子・利晴が農場の土地建物を処分することを決めてしまったのを心苦しく思っている。町の再開発事業がなくなり、息子・利晴名義であった農場の土地建物は昌子の名義となり、夫の遺志を継ぎ修治に引き続き無償で貸し出している。有里が農場を離れると、農場の子供たちの世話係として働く。
新田 利晴（にった としはる）
演 - 河野洋一郎
三郎と昌子の一人息子。ニューヨークから本社に呼び戻されて日本に戻ってきた。祐介から町の再開発の用地買収を持ちかけられる。昌子に畑を売り東京で一緒に暮らそうと持ちかけるが農場の皆を応援したいと断られ、農場がもう少しでなくなることを告げる。たんぽぽ農場の建物の名義人であり、建物を祐介に売るため立ち退きを願いに農場へやってきた。
白石夫妻
演 - 矢崎滋、井上夏葉
「たんぽぽ食堂」の最初の客。製材所を営んでいる。車が故障した時に大樹に助けられ、大樹の紹介で妻・みねと食堂にやって来た。大樹の優しさに触れ、農場の子どもたちのことを誤解していたことに気付き、工場前の駐車場を農産物直売所として提供する。農場閉鎖を知り、大樹に家に来ないかと誘うが断られ、彼の人柄に感心する。2以降は未登場だが支援者の1人として名前のみ登場する。
沢口後援会の主婦たち
演 - 鈴木美恵、真下有紀、渡辺杉枝
沢口夫妻の不仲を知らず、美佐子にも祐介の応援をするようしつこく迫り、選挙ポスターに祐介に無断で美佐子の顔写真を入れてしまう。「たんぽぽ農場」を良く思っておらず、雅義の工場前で野菜を売る遥を見つけて驚く。その後も野菜売りをする農場の子供たちを時々監視している。

#### たんぽぽ農場の子供の親族（第1シリーズ）
桜木 俊一（さくらぎ しゅんいち）
演 - 大高洋夫
翼の父親。妻・綾子や勉強をせずにピアノが好きな翼に暴力を振るっていた。翼に刺され重体になるが、今は元気に暮らしている。農場が閉鎖されてから翼と再会し、過去の過ちを翼に詫びるが和解は出来なかった。
桜木 綾子（さくらぎ あやこ）
演 - 岩本千春
翼の母親。翼が父親を刺すところを目撃して精神が崩壊し、現在は精神科病院に入院中。
山口 マキコ（やまぐち マキコ）
演 - 建みさと
裕也の母親。裕也を育てていたシングルマザーだったが、裕也を手放した。現在は再婚し小学生の娘が1人いる。
中園 和正（なかぞの かずまさ）
満の父。一家心中の際、満の妹 友子とともに海へ飛び込み死亡。
中園 好江（なかぞの よしえ）
満の母。一家心中の際、満とともに海へ飛び込み死亡。
中園 友子（なかぞの ゆうこ）
演 - 浜野希莉
満の妹。一家心中の際、父親とともに海へ飛び込み死亡。
菅野 愛子（かんの あいこ）
演 - 萬井真代
農場1期生、直也の妻。最初は両親が結婚に反対したが、直也の話を聞き結婚を承諾。
漆原 俊道（うるしばら としみち）
演 - 片岡弘鳳
豊子の父親。日本橋にある日舞・漆原流の家元。正道の6代目襲名披露を控えており、家出した豊子の存在を忘れたがっている。踊りの筋が悪い豊子には日舞の稽古中に暴力を振るっていた。豊子が出産したことが世間に知られ漆原流が世間の笑い物にならぬよう、豊子を連れ戻すため農場を訪れる。修治に対し損害賠償請求を起こそうと考えていたが、翼に「告訴を取り下げなければ豊子の出産を農場のホームページに発表する」と言われ告訴を取り下げる。豊子が家に戻ると徐々に態度が柔らかくなり、仲良く暮らしている。
漆原 松江（うるしばら まつえ）
演 - 歌川椎子
豊子の母親。俊道と同様に幼いころから正道を溺愛し、豊子に食事を与えないなど虐待に近い行為をしていた。健を養子に出すつもりでいたが、豊子が家に戻ってからは健を可愛がっている。
漆原 正道（うるしばら まさみち）
演 - 日高圭智
豊子の兄。豊子とは違い両親から過保護ぎみに育つ。漆原流の6代目襲名を控えている。松江と共に豊子を連れ戻しに農場を訪れ、そこで修治と揉み合い階段を転げ落ち足を骨折してしまい襲名披露は中止となる。
横山 恭子（よこやま きょうこ）
演 - 中島ひろ子
沙也加の母親。沙也加が5歳の時におにぎり5つを沙也加に残し、恋人と1週間旅行に行く。その間空腹に耐えきれなくなった沙也加がコンビニの食べ物をむさぼっていたのを知り、彼女を捨てた。現在は小さなスナックの雇われママをし、一人アパートで荒んだ生活を送っている。訪ねてきた沙也加を抱きしめ、好物だった煮込みうどんを振舞う。修治に今までの生活を変え沙也加と暮らせる覚悟を問われるが、交際中の男性と別れるように言われた瞬間、態度が一変する。

#### その他（第1シリーズ）
安田 めぐみ（やすだ めぐみ）
演 - 村崎真彩
天野 理彩（あまの りさ）
演 - 野村涼乃
篠崎 舞（しのざき まい）
演 - 普天間みさき
上記3人は遙が通う高校のバスケット部の同級生。遙とは仲が良かったが、遙が先輩からいじめを受けるようになってから、遙を避けるようになった。
篠原 雅也（しのはら まさや）（19）
演 - 落合扶樹
2か月前、仲間らと共謀しアヤメを強姦。腕に蜘蛛の刺青がある。アヤメが強姦されたことを知っていた幸宏に刺青を見られ問い詰められもみ合った結果刺される。
日向 和之（ひなた かずゆき）
演 - 神尾佑
美佐子の不倫相手。横浜の心療内科医。祐介の目的に気づき不眠症になった美佐子のカウンセリングで知り合った。アヤメの保険証を借りて診察をするふりをして抗議しに来た遙の素性をすぐ見抜き、母親の気持ちをわかって欲しいと諭す。家を出た美佐子としばらく同居していた。
三上
演 - 阿部亮平
大樹の昔の仲間（兄貴分）。盗難車を売るという犯罪行為で荒稼ぎをしており、その金で高級ホテルに暮らし、高級外車を乗り回したり、高いブランドを買い漁ったり、同じく売買を手伝う仲間と共に街で遊び歩くなど、周囲には羽振り良く見せている。大樹を再会した際には、彼に人手不足を理由に仕事を手伝うように誘い、一度はそれに乗った大樹を再び仲間に引き込むが、後に盗難車を売っていることを知った大樹から反発される。批判されたことで逆上して大樹に殴り掛かり、さらには彼を刺そうとするなどの暴挙にまで出るも仲間から止められ、直後に売買の時間が無いことを知らされると大樹を見捨てて去って行った。
和志
演 - 浅野順平
大樹の昔の仲間。三上の盗難車売買を手伝っており、後にそれを知った大樹が反発すると大樹に殴り掛かる三上を止めた上で謝るように彼を説得し、さらには三上がナイフを抜いた時も他の仲間と共に三上を制止した。
岡本刑事
演 - 四方堂亘
幸宏の行方を追い「たんぽぽ農場」を訪れ、遙を人質にした幸宏を逮捕した。また、正道を突き落したことで修治を取り調べることになる。
通り魔の少年
演 - 深澤大河
仕事に行き詰まり、衝動的に通り魔無差別殺人を起こし、君子と大輔も巻き添えにした。その後獄中で自殺。修治あてに遺書を残した。
谷原 由季子（たにはら ゆきこ）
演 - 山下容莉枝
10年前に君子と大輔を殺害後に自殺した通り魔少年の母親。修治の元に謝罪に現れその度冷たく追い払われたが、根気強く修治の元にやって来る。三郎の「野菜は作り直せるのに人間は作り直せない」という言葉に心を動かされた修治から謝罪を受け入れてもらえ、息子の遺書を修治に手渡す。
松山 健吾（まつやま けんご）
演 - 蟹江一平
有里の恋人。医療事故報道後に無理に明るく振舞う有里に何も出来ず、対処が分からなくなり修治に相談するが、修治から有里を幸せにしてやって欲しいと頼まれる。有里にプロポーズするが「愛しているが、自分は健吾にふさわしくない」と断られる。修治からの電話で希美の陣痛を知り、有里にお産を手伝うよう悟車で送る。有里のことを諦めたわけではなく、気持ちが変わるまで待ち続けることを修治に宣言。修治が逮捕されると農場のために友人の弁護士を紹介する。農場が閉鎖され有里と同居していたが、正式に入籍した。
小西 健（こにし けん）
演 - 石田健
豊子の元恋人、健の父親。交際中は美里と結婚して1歳の娘がいることを隠していた。豊子の妊娠出産に関しては一切知らない。
小西 美里（こにし みさと）
演 - 高橋亜由美
健の妻。
松尾
演 - 累央
恭子の現在の交際相手。

### 放送日程（第1シリーズ）
| 放送日程（全45話）                                       | 放送日程（全45話） | 放送日程（全45話） | 放送日程（全45話） | 放送日程（全45話） | 放送日程（全45話） | 放送日程（全45話） | 放送日程（全45話） | 放送日程（全45話） | 放送日程（全45話） | 放送日程（全45話） | 放送日程（全45話） |
| 話数                                                     | 放送日             | 副題               | 演出               | 話数               | 放送日             | 副題               | 演出               | 話数               | 放送日             | 副題               | 演出               |
| -------------------------------------------------------- | ------------------ | ------------------ | ------------------ | ------------------ | ------------------ | ------------------ | ------------------ | ------------------ | ------------------ | ------------------ | ------------------ |
| 1話                                                      | 7月5日             | 運命               | 阿部雄一           | 16話               | 7月26日            | 夢見               | 植田尚             | 31話               | 8月16日            | 意欲               | 植田尚             |
| 2話                                                      | 7月6日             | 不良               | 阿部雄一           | 17話               | 7月27日            | 至福               | 植田尚             | 32話               | 8月17日            | 前向               | 植田尚             |
| 3話                                                      | 7月7日             | 事実               | 阿部雄一           | 18話               | 7月28日            | 障壁               | 植田尚             | 33話               | 8月18日            | 課題               | 植田尚             |
| 4話                                                      | 7月8日             | 奮闘               | 阿部雄一           | 19話               | 7月29日            | 反発               | 植田尚             | 34話               | 8月19日            | 驚愕               | 植田尚             |
| 5話                                                      | 7月9日             | 救世               | 阿部雄一           | 20話               | 7月30日            | 体温               | 植田尚             | 35話               | 8月20日            | 誕生               | 植田尚             |
| 6話                                                      | 7月12日            | 一変               | 阿部雄一           | 21話               | 8月2日             | 恋心               | 阿部雄一           | 36話               | 8月23日            | 同志               | 阿部雄一           |
| 7話                                                      | 7月13日            | 世界               | 阿部雄一           | 22話               | 8月3日             | 決意               | 阿部雄一           | 37話               | 8月24日            | 親子               | 阿部雄一           |
| 8話                                                      | 7月14日            | 胸中               | 阿部雄一           | 23話               | 8月4日             | 新進               | 阿部雄一           | 38話               | 8月25日            | 拒絶               | 阿部雄一           |
| 9話                                                      | 7月15日            | 混迷               | 阿部雄一           | 24話               | 8月5日             | 悔悟               | 阿部雄一           | 39話               | 8月26日            | 生命               | 阿部雄一           |
| 10話                                                     | 7月16日            | 人生               | 阿部雄一           | 25話               | 8月6日             | 崩壊               | 阿部雄一           | 40話               | 8月27日            | 終始               | 阿部雄一           |
| 11話                                                     | 7月19日            | 笑顔               | 大塚徹             | 26話               | 8月9日             | 歌声               | 大塚徹             | 41話               | 8月30日            | 危機               | 植田尚             |
| 12話                                                     | 7月20日            | 再生               | 大塚徹             | 27話               | 8月10日            | 仲間               | 大塚徹             | 42話               | 8月31日            | 火蓋               | 植田尚             |
| 13話                                                     | 7月21日            | 衝撃               | 大塚徹             | 28話               | 8月11日            | 意外               | 大塚徹             | 43話               | 9月1日             | 全開               | 植田尚             |
| 14話                                                     | 7月22日            | 母子               | 大塚徹             | 29話               | 8月12日            | 懸命               | 大塚徹             | 44話               | 9月2日             | 萌芽               | 植田尚             |
| 15話                                                     | 7月23日            | 裏側               | 大塚徹             | 30話               | 8月13日            | 自責               | 大塚徹             | 最終               | 9月3日             | 明日               | 植田尚             |
| 平均視聴率 - %（視聴率は関東地区・ビデオリサーチ社調べ） |                    |                    |                    |                    |                    |                    |                    |                    |                    |                    |                    |

## 第2シリーズ

### 第2シリーズの概要
第1シリーズの続編である『明日の光をつかめ2』が2011年7月4日から9月2日まで、前作に引き続き東海テレビ制作の帯ドラマ枠で放送された。主演は連続ドラマ初主演となる小島藤子。渡辺いっけいは前作に引き続き「たんぽぽ農場」の主宰者役で出演した。
放送開始前、東海テレビ、岩手めんこいテレビ、さくらんぼテレビ、福井テレビ、関西テレビ、高知さんさんテレビ、テレビ新広島、サガテレビ、テレビ長崎、鹿児島テレビにて第1シリーズ総集編『アンコールスペシャル#1「命の産声」』が放送された。また、『明日の光をつかめ2 みんなの絆SP』では松川と外岡によるミニドラマが収録され、前作のヒロイン・遥から二人宛に葉書が届き近況報告されている。
第15回（7月22日放送）で地上アナログ放送は終了となった（一部局を除く）。
第41回（8月29日放送）は冒頭4分間ほど民主党代表選挙の報道特番が流れ、途中から番組が開始された。再放送はなく、未放送分のあらすじが公式サイトに掲載された。

### 第2シリーズのキャスト

#### たんぽぽ農場（第2シリーズ）
磯山 希望（いそやま のぞみ）(17)
演 - 小島藤子（幼少 - 北村燦來）
主人公。中学2年の時、母・宏美の恋人に強姦されそうになり放火し、その男に重傷を負わせ少年院へ。出所後、母親から引取りを断られ、たんぽぽ農場に半年前にやってきた。蓮には東京の高校生だが祖母の見舞いに来ており、新田家の孫だと嘘をつく。蓮がたんぽぽ農場を実は嫌っていることや、蓮の恋人が少年犯罪により殺害された事実を知り、本当のことが言えない。蓮の妹・優香が農場に突然やって来て嘘がばれる。蓮に真実を話すが激昂され自暴自棄に。蓮が自分探しのため農場の手伝いをすると、蓮のトラウマを追い払おうと懸命に愛するが、死亡した美咲には勝てないと落ち込む。優香から蓮に近づくなと言われ、優香から教えられた美咲の家から出てくる蓮を見かけてから、蓮を遠ざける。再び農場にやってきた蓮から愛を告白され、抱き寄せられ蓮の胸で涙する。母・宏美が農場に引き取りに来るが迷い、皆に別れを告げずに農場を去る。農場には「母親と楽しく暮らしている」という葉書を出すが、クラブで夜遊びする姿を真太郎に見つかり訳を聞かれ、読んでいた小説『にんじん』の主人公の境遇を自分と重ね、その主人公同様に「一度は母親を愛することを決めるが、自分を邪険に扱う態度で徐々に耐え切れなくなり母親を愛することを諦めた」と話す。その後、農場に電話をし何事もなかったかのように振る舞う。真太郎の逮捕を知り衝撃を受けるが、修治が家や店に来て農場に連れ戻しに来ても帰らない。突然、スナックを訪れた蓮と大樹に驚愕、大樹の作戦によりようやく農場へ戻り、自分の方から母親と絶縁して捨て、修治や農場の仲間から温かく迎えられる。
大石 真太郎（おおいし しんたろう）(16)
演 - 森田直幸（幼少 - 岩下修也）
修治が森島から頼まれ農場で預かった不良少年。5歳のころに母を亡くし、父は服役を繰り返し現在も服役中。入院中の苦しむ母親の点滴を止め、その直後母が死亡。親戚の家をたらい回しにされ育つ。傷害と殺人未遂で2度少年院送致。農場の仲間を信じないトラブルメーカーだが、母と同じ名のアイコという品種のミニトマトだけは大切に育てており、希望に気がある様子。ミニトマトの葉にアブラムシがついたのに気づいたポーさんがミニトマトに触っていた事実を知らずポーさんに仲間と暴行する。その後農場の仲間から孤立するが、徐々に心を許し、ポーさんに「ごめん」と言う。大樹とは似た者同士で、大喧嘩をしたことで大樹と仲良くなる。修治が農場を始めたきっかけを大樹とアヤメから聞き驚く。夏になり、改めてポーさんに謝罪する。「ボンジョルノ」で宏美の素性を見抜き、希望の将来が不安になり孝介と殴り合いに。台風の夜、孝介とビニールハウスを守ろうとしたがミニトマトは全滅。やり直そうとするといつも何かに邪魔された過去を思い出しやけになり警察の世話になった夜、夜遊びする希望と再会し、農場を出てからのことをすべて知り、原因を作った蓮の父・亮介に激昂、加賀美家に乗り込み事実を聞き出そうと亮介に包丁を突きつけ、電話で修治に希望の現状を伝える。突入した警官に取り押さえられ修治や農場の仲間の前で「おっちゃん、ごめん」と謝り警察に連行。取調べでは何も語らず、少年審判で修治が涙ながらに母親死亡の真相や心情を語る。結局、少年院送致されたが亮介がすべてを話したため罪は軽くなった模様。
佐々木 萌子（ささき もえこ）(17)
演 - 新川優愛
小学2年のころに母が男と家を出、父子家庭で育つ。会話時に自分のことを俺と言う。孝介が農場のリーダーであるのが気に入らない。元暴走族グループ「女王蜂」の初代総長。15歳の時に暴走族同士の抗争で相手に負傷させ少年院送致。少年院で出産した息子がいるが里子に出された。レディース時代の特攻服姿で蓮の高校に現れ、蓮に希望ともう一度交際するよう脅すように伝える。その後高校で暴れ窓ガラスを割る。ある日息子に会いたいと修治に相談し、声を掛けない約束で勇太と名づけられた息子の姿を見守るが、翌日につい勇太と会って遊んでしまったことで誘拐容疑がかかるが、農場の仲間が目撃情報を求めるチラシを配り、無実が証明され釈放された。純也父子がもどかしく思い、漫画『クローズ』の「並んで話せば何とかなる」という台詞から二人を近づけようと計画。
石堂 由貴（いしどう ゆき）(16)
演 - 西野実見
アイドル志望のため日焼けを嫌い農作業をあまりしない。かわいこぶった言動のせいで萌子から煙たがられている。小春からはアイドルを諦め学校に通うよう苦言を呈されている。孝介の妹・沙織が合格したオーディションに参加したが不合格だった。農場が台風で停電になった夜、中学1年の嵐の夜に暗闇の中血を流し死亡している父の横で包丁を持ち震えている母を発見した恐怖の体験を思い出し過呼吸になりパニックに陥る。萌子がどんなになだめても無駄だったが、嵐が去った翌日は何事もなかったように普段の由貴に戻る。あるオーディションの最終選考に残り、芸能事務所の松沼が農場に来た際、由貴の素性を隠してデビューさせたい修治や仲間の前で、農場に居ることを隠さないと宣言。母親に殺されそうになった過去を語る。アイドルの道は諦めたが、思いがけずオーディション合格の電話がかかる。
川島 拓（かわしま たく）(13)
演 - 石田愛希
フィギュアや地下アイドル、秋葉原が好きなオタク。農作業が嫌なので中学に通学し、部活は鉄道研究会に所属。オタクの世界に夢中になり中学受験を失敗。それを恥じる母に自宅軟禁され、首吊り自殺を図るが失敗。母親をゴルフクラブで殴りつけた過去を持つ。大好きなアニメ「美少女戦士クリスタルジュピター」にそっくりな同級生の優香に憧れフィギュアと手紙を優香の鞄の中に入れ、優香から「迷惑だから二度と近づくな」と言われ、秋葉原で入手した「飲み込むと10秒で即死」というアイテムを飲んで自殺を図ろうとするが、中身は金平糖であった。農場に怒鳴り込んで来た蓮の父をアニメの悪役だと呟いたり、アニメの世界と現実世界の区別があまりできていない様子。学校のテストは全部白紙で出すと担任教師が農場にやってきて修治を困らせるが、農場の勉強の時間の課題はすべて正解している。インターネット中に小春の息子・孝弘が自殺しようとしていることに気づく。マスコミが農場に押しかけ、拓の過去を報道しようとするが農場の仲間が拓を守る。ヒーローだと囃し立てられるが、修治と孝弘を見舞った際に実は自分も自殺するつもりでいた真実を明かす。農作業を嫌がっていたが台風でめちゃくちゃになった農場を手伝うように。
峰下 純也（みねした じゅんや）(11)
演 - 清水イブキ（幼少 - 酒井天満）
趣味は釣りと将棋。母親は生まれてすぐに死亡、幼児期まで祖母に育てられたが祖母も死亡し施設で育つ。学校でいじめられ不登校になり、農作業をしている。ある日、父親・誠がやって来る。祖母からは父は交通事故死し、父のせいで母が死んだと教えられており動揺する。萌子の提案で一緒に釣りをするが、心を開かない。その後も万引きや特上寿司を注文したりわざと誠を困らせることばかり続けたが、農場の子供たちに熱心に勉強を教える姿や「ボンジョルノ」でチンピラ相手に立ち向かった姿に心を打たれ「釣りに行こう」と誠を誘う。急遽ニューヨークに戻ることになった誠と共に渡米し、農場を去る決意をした。ところが誠の仕事の都合で出発が1か月延期になった。
熊谷 あかり（くまがや あかり）(6)
演 - 西川茉佑
農場最年少メンバー、小学1年生。人懐っこく元気で陽気、みんなのマスコット的存在。大好きな沙也加が農場を去ってから暫く元気をなくす。蓮が農場に来るとすぐになつく。学校ではリーダー的存在だが、孝介や萌子の発言を真に受け、宿題を友人にやらせたり、喧嘩をしたりしており、小春から「男は金だ、狙った獲物は一撃で仕留めろ」と言われ資産家の同級生に無理やりキスをすると担任教師がやってきて普段の素行を修治に伝える。農場に来た経緯は不明。
西川 小春（にしかわ こはる）
演 - 小川菜摘
農場の食事係。口煩くずけずけと子供たちの心に入り込むので年中子供たちと衝突している。徐々に子供たちとも親しくなる。小さな話をすぐ大きく盛り付けて話すので、子供たちからは「てんこ盛りの小春」と言われている。偶然純也の生い立ちを聞いてしまい、修治から固く口止めされたが農場の子供たちにあっさり話してしまう。一方、修治に思いを寄せており、修治に見合い話が出ると、やきもきして機嫌が悪くなる。女手ひとつで一人息子・孝弘を大学に通わせていると言っていたが、修治から息子に家庭教師のバイトを依頼されると口ごもる。孝弘の自殺未遂を知らせた拓に感謝する。一度は農場を辞めて町を離れるつもりでいたが、農場に戻ってきた。修治が書いた孝弘宛ての手紙を渡し、今までのことを謝罪。孝弘が農場に来るようになると、子供たちに優しくなり口煩い小言も言わなくなる。
西川 孝弘（にしかわ たかひろ）
演 - 森廉
小春の一人息子。小学生のころに両親が離婚。東京大学入学後引きこもりに。小春のせいで人生がめちゃくちゃになったと恨んでいる。偶然インターネットで自殺志願を書き込んでいるのを拓が見つけ拓から励まされていたが、誕生日に自殺する様子をインターネットで生中継。それを見た拓が、前日にあかりが書いた誕生祝いの絵を発見し、修治と小春が駆けつけ一命を取り留めるが、まだ自殺する機会を狙っていたが、修治や小春の説得で心を開き、その後は農場で家庭教師をしている。

#### 加賀美家
加賀美 蓮（かがみ れん）(17)
演 - 松下優也（幼少 - 原田史葉）
隣町の高校生。2年前に幼馴染の恋人・美咲をストーカーに殺害された心の傷から一時は引きこもりになったが、家族による懸命な献身で心を救われ、現在はサッカー部のエースでキャプテン。犯罪少年が暮らすたんぽぽ農場に偏見を持っている。真実が話せない希望が自分を避けていると思い元気をなくすが、希望から過去の犯罪を聞かされ激昂。オヤジ狩りをした後輩のせいで大会に出られず、ヤケになりサッカー部の後輩・春日を殴る。北山からの誘いや希望からの手紙を読み、たんぽぽ農場で働きながら自分探しを始める。当初は対立していた農場の少年少女と徐々に心を通わせ、逆に農場に対する偏見に固執する父・亮介と妹・優香と対立するようになってしまう。家族を思い農場に通うのを一時やめるが、母・章子の助言もあり、農場で再び働くようになり、美咲への想いを断ち切るかのように彼女が亡くなった場所で希望に愛を告白する。希望の願いでサッカーを再び始めるが、希望が農場を去った後、連絡が取れなくなり心配する。真太郎の篭城事件により希望の窮状と亮介の暗躍を知ることとなり、亮介の望む検事ではなく、罪を犯した人たちの味方になれる弁護士を目指すことを宣言、優香とともに家を出て農場で暮らし始める。そして自暴自棄になっている希望を説得し彼女を農場へ連れ戻した。事態の収拾後は家族で一からやり直すため家に戻ったが、希望とは深い絆で結ばれている。
加賀美 優香（かがみ ゆうか）(13)
演 - 未来穂香
蓮の妹、拓の同級生。蓮を心配しており、希望に蓮の悲しい過去を教え、蓮の心の支えになって欲しいと頼んだが、美咲を殺した犯人が今は少年院を出ていることに強い不安と憤りを感じており、さらに父・亮介の悪影響から犯罪少年たちを擁するたんぽぽ農場に対する排他的な偏見を持っている。「美少女戦士クリスタルジュピター」に似ていることから拓から好意を抱かれ手紙とフィギュアを渡されたことを迷惑し、文句を言いに農場へ来たことで希望が農場に居ることを知る。その際悪態の限りをつくしたため、農場の面々から「性格最悪女」と思われる。その後は希望を呼び出しては悪態をついていたが、蓮が農場に馴染み、亮介と口論するようになったのは希望のせいだと思い込み、希望に「犯罪者を社会から抹殺する側と裁かれる側は一緒になれない」と言い放つ。真太郎の篭城で警察に通報するが、亮介と宏美の間に何があったのかを亮介に真相を問う。亮介が真実を語るまで蓮とともに農場で暮らす。農場に戻った希望に今までの非礼を詫びた。
加賀美 亮介（かがみ りょうすけ）(50)
演 - 新井康弘
章子の夫、蓮と優香の父。かつて修治の妻子が殺害された事件を担当した検察事務官。家族思いの父親だが、犯罪を犯した者たちに対する冷淡さと強い偏見、そして曲がった正義感の持ち主で、特に優香に強い影響を与えてしまっている。1年前のたんぽぽ農場篭城事件への一方的な記事を鵜呑みにして以来、農場のことを良く思っていない。偶然修治と再会するが、陰惨な事件遺族である修治が問題児を預かる農場を主催するのか理解できない。蓮に殴られ重傷を負い怒鳴り込んできた春日親子に土下座して金で解決したり、職場で農場の子供たちの犯罪歴を調べてそれを見せたりと、徐々に手段を選ばない行動に出ている。自分が果たせなかった検事に蓮がなることに執着しており、そうするには犯罪少年と関わるのは不利と信じ、希望や農場との交流によって立ち直って行く蓮を認めることが出来ず、苦々しく思う。優香と同様、希望が蓮の農場通いの元凶と考え、蓮と希望を引き離すため拘留中の宏美に希望を引き取るよう、脅迫に近い裏取引を行うまでに至った。真太郎が立てこもり、宏美との真実を語るよう優香と章子から問われても一向にシラをきり続け、後に自分の元に訪れた修治にも、彼の考えを完全否定している。蓮から証拠を突きつけられてもなお、シラをきろうとしていたが、章子からやり直そうと言葉をかけられた後、ようやく警察で自分の行為をすべて告白した。
加賀美 章子（かがみ しょうこ）(46)
演 - 七瀬なつみ
亮介の妻、蓮と優香の母。子供思いの優しい母親。蓮に新たな恋人ができたことを喜び、希望が蓮の心の支えになるだろうと考え歓迎していたが、希望が農場の子だと知ってがっかりするが、客の老婆に優しくする姿を見ていた。修治の話を聞き、蓮が農場へ行くことで後輩に負傷させて加害者となった蓮の気持ちが落ち着くと確信する。蓮を心配し農場を訪ね、農場の仲間と楽しげに作業する蓮を見て安心する。夫・亮介のような凝り固まった偏見は持っておらず、直売所の常連客の一人。農場の面々に対し優しく接し過ぎたため彼等に親不在を思い出させ、寂しがらせてしまったことも。直売所にで希望に「蓮に生きる希望が出来た」と礼を言う。家族を気遣い農場へ行かなくなった蓮に、今までどおり農場へ行くよう諭す。加賀美家に立てこもった真太郎に優しく接し、希望との出会いが蓮を救い、希望のために何でもすると語る。蓮たちが農場に行ってから、亮介に真実を語るよう念を押す。真太郎が亮介にナイフを突きつけた状態でも、真太郎と冷静に話をする物怖じじない強靭な精神力も持っている。その後、強い説得で亮介から事実を聞きだし、蓮が弁護士になる夢や農場の皆がやり直そうとしていることを語り、今度は私たちが家族で一からやり直そうと申し出る。

#### たんぽぽ農場の子供の親族（第2シリーズ）
磯山 宏美（いそやま ひろみ）
演 - 黒沢あすか
希望の母。淫乱女で酒と男にだらしがない鬼母。希望が小学校3年の時、夫の飲酒と暴力のため希望を連れ家を出る。かつてはごく普通の母だったが、その後の交際相手・沢村との結婚にこだわるあまり母としての立場をすっかり見失い心も荒み果て、希望が沢村に性関係を迫られていたことさえも気付かず、寧ろ疎ましく思うようになる。思い詰めて放火をした希望を一方的に殴りつけ「あたしが幸せになれないのはあなたが邪魔をするからよ」と言い放ち、希望の少年院退院後も引き取りを拒絶。勤務先のスナックで起きた「さくらんぼ連続殺人事件」の容疑者として詐欺容疑で逮捕された。数日後、農場に希望を引き取りたいと姿を出し、その時は数年ぶりの再会ということもあってか、過去のことを反省しているような感じを見せたが、実は亮介から「希望を引き取れば無罪、引き取らなければ殺人罪で起訴」と脅されていただけにすぎなかった。実際には性格の悪さは変わっておらず、希望には愛情の欠片も無く彼女を「疫病神」と口汚く罵ったあげく「自分の子はお腹の子だけ」とまで発言しており、若い男と同居し妊娠した自分の代わりに希望を恋人の経営するスナックで働かせる等、完全に奴隷扱いしている。真太郎の事件後に至っては亮介から口止めされており、修治が希望を連れ戻しに来た時にも最後まで嘘を突き通し続けている始末であった。
希望の父親
演 - 児玉貴志
希望と命名した人物。いつも酒を飲みすさんだ生活をしており、希望を連れ宏美に逃げられる。
大石 愛子（おおいし あいこ）
演 - ミツハシサエ
真太郎の母。服役を繰り返す夫のせいで一人で真太郎を育てていた。真太郎が5歳の時に持病の心臓病が悪化し倒れる。病気で苦しむ愛子を見かねた真太郎が点滴を止めて死亡したと考えられていた。実は病気の進行による死亡であり、真太郎の行為は関係がなかったことが修治により真太郎の少年審判の場で明らかにされた。真太郎には優しい母であり、トマトを育てていた。
中里 光子（なかざと みつこ）
演 - 萩原利映
愛子の姉、真太郎の伯母。入院した愛子の点滴を当時5歳の真太郎が止め、その後真太郎は誰にも心を開かなくなったと修治に証言する。暫く真太郎を育てていた。
拓の母
演 - 岩橋道子
拓を名門私立開栄中学へ入学させようと教育熱心な教育ママ。拓が地下アイドルに夢中になり成績が落ちると大切にしているフィギュアを全部廃棄する。中学受験に失敗した拓を自宅軟禁し、周囲には「開栄には合格したがイギリスに留学した」と嘘をつく。拓にゴルフクラブで殴られ頭を負傷し入院。
拓の父
演 - 牟田浩二
世間体を気にし、母親の怪我を転倒事故によるものとし、イギリス留学中としている拓を農場に預ける。
豊田 勇太（とよだ ゆうた）
演 - 國分隆登
萌子が少年院で生んだ子供。父親である暴走族少年の家に引き取られた後に里子に出された。公園におもちゃを置き忘れたことを思い出し母親とはぐれ、萌子が誘拐したと騒動になる。
勇太の里親
演 - 吉村紗耶香
萌子が生んだ勇太の里親。萌子が勇太を誘拐していないことを証言する。
小野 誠（おの まこと）
演 - 長谷川朝晴
純也の父。外資系銀行に勤めるエリートサラリーマン。大学生のころに交際中のゆかりを妊娠させ、逃げるように渡米。渡米後に大学に再入学し就職。2年前に日本支社に転勤、今までの償いをしたい気持ちでずっと純也を探していた。農場に突然現れ、修治に純也を引き取りニューヨーク転勤に連れて行きたいと修治に話す。修治の勧めもあり、リフレッシュ休暇を取り農場で暮らし始めるがマニュアル本どおりの子育てを純也に押し付ける純也と入った「ボンジョルノ」でチンピラが暴れるのを見て、真太郎から「強い父親になるんだろ」と発破をかけられチンピラに立ち向い、純也が心を開く。仕事の都合で純也より先に農場を去った。
峰下 ゆかり（みねした ゆかり）
演 - 我妻三輪子
純也の母。19歳のころに大学のサークルで出会った誠との間に純也を妊娠。子供は欲しくなかった誠に捨てられたが出産。出産後間もなく脳出血で死亡した。
純也の祖母
演 - 徐頼子
純也を出産時に死亡したゆかりに代わり純也を育てていたが、純也が幼いころに死亡。誠のせいでゆかりが死んだと口癖のようにこぼしていた。
由貴の母
演 - 木村なおみ
嵐の夜に夫を刺殺。包丁を持ち呆然とする姿を由貴に目撃される。その後由貴も殺害しようとした。現在服役中。

#### その他（第2シリーズ）
森島
演 - 斎藤洋介
間もなく閉鎖する町工場の社長。非行少年を引き取って働かせていた。引き取り手がない真太郎を修治に託す。
沢村 正（さわむら ただし）
演 - 阪田マサノブ
希望の母・宏美の交際相手。初対面時から希望に性的関心があり、希望の風呂を覗く。宏美の不在時に希望を乱暴しようとした。希望が起こした放火のため重傷を負う。
阿部 直晃（あべ なおあき）(17)
演 - 鈴木悠人
蓮と同じ高校のサッカー部員。夜の繁華街で蓮とオヤジ狩りをしている部員を探し回る。サッカー部の謹慎が解けたことを蓮に伝える。
小川 祐二（おがわ ゆうじ）(17)
演 - 藤村直樹
蓮と同じ高校のサッカー部員。親戚が猿池に住み、新田家を知っている。謹慎が解けた後、大会の組み合わせを蓮たちとボンジョルノで確認する。
加藤 航（かとう わたる）(17)
演 - 萩原成哉
蓮と同じ高校のサッカー部員。阿部とともに蓮にサッカー部に戻るよう説得に来る。
春日(16)
演 - 高橋里央
蓮と同じ高校のサッカー部の後輩。オヤジ狩りをしていた2年生を黙認していた。蓮に暴力を振るわれ鼻骨骨折と眼底出血の大怪我をする。
春日の父
演 - 橋沢進一
蓮に暴力を振るわれた息子とともに加賀美家へやって来る。警察に行くと意気込んでいたが亮介から金を渡され示談が成立。
真太郎の不良仲間
演 - 崇岡白、BETTANA!!、大里祐貴
バイクで農場にやってきて農場で暴れる。真太郎と共にポーさんを連れ去り暴行する現場を小春に目撃される。その後も真太郎と夜遊びを繰り返す。希望をアパートに連れ込もうとし、真太郎に殴られる。
川上 美咲（かわかみ みさき）
演 - 小野明日香（幼少 - 細川璃花）
蓮の幼馴染。幼いころから蓮が好きで、成長すると蓮と交際する。蓮と同じ高校のサッカー部マネージャー。2年前、蓮にスパイクをプレゼントするためアルバイトをした弁当店同僚だった当時17歳の高校生にストーキングされ後に殺害された。
美咲の父
演 - 田村耕作
蓮一家とは美咲が幼いころから家族ぐるみで付き合っていた。
美咲の母
演 - 阿南敦子
美咲殺害から1年後、落ち込む蓮に「美咲のためにもサッカーをまた始めて。きっと素敵な女の子に出会える、美咲が引き合わせてくれる」と励ます。お盆に訪れた蓮と優香を歓迎。その後、蓮に美咲の形見分けをし、蓮の新しい恋を喜び祝福する。
秋葉原の地下アイドル
演 - 杉原由規奈、前田有紀、福田万優
拓が夢中になっているアニメ「美少女戦士クリスタルジュピター」のコスプレをして秋葉原で活動する地下アイドル。
美咲を殺した犯人
演 - 央川奈知
当時17歳の高校生。アルバイト先の弁当店で美咲に優しくされたが、クビにされる。その後美咲のストーカーになり、美咲を殺害。現在は少年院を出て社会に戻っている。
斉藤 沙織（さいとう さおり）
演 - 木﨑ゆりあ
由貴がオーディションを受けたアイドルユニット『プチトマト』合格者サオリン、孝介の妹。握手会にやってきた孝介と数年ぶりの再会を悦び、母親が孝介を心配していると伝える。孝介に頼まれ農場に行くと約束したが…。
はるっち、れいれい
演 - 間野春香、山田澪花
由貴がオーディションを受けたアイドルユニット『プチトマト』合格者。
重野 圭司（しげの けいじ）
演 - 若杉宏二
『プチトマト』のマネージャー。農場に来るはずだった沙織の代わりにやって来た。孝介の犯罪歴を知り手切れ金を渡し、沙織をデビューさせたければ二度と母親と沙織に会うなと孝介に迫る。沙織の経歴から孝介は幼いころ病死したことになったと告げ、理不尽な理由に怒った修治から怒鳴りつけられる。
プチトマトの応援者
演 - 山里亮太
下柳先生
演 - 吉藤健太郎
拓の中学の担任教師。拓の通知表を届けるために農場にやって来た。
田野倉先生
演 - 柳岡香里
あかりの担任教師。あかりの素行を修治に伝えるために農場にやって来た。
相沢
演 - 内野謙太
修治の亡き息子・大輔の幼馴染。世田谷の北山家の近くに住んでいた。「ボンジョルノ」で偶然再会した修治に大輔が獣医に憧れていた話をする。
金丸検事
演 - 田中俊
新横浜地検の若手検事、亮介と「さくらんぼ連続殺人事件」を担当している。蓮が検事志望だと亮介から聞かされていたが、無理強いしない方がいいと亮介に忠告。亮介から宏美には確実なアリバイがあるとし、不起訴にする。
榎田 信二（えのきだ しんじ）
演 - 関根真司
スナックさくらんぼ店主。店のホステスに結婚話で客を誘惑し金を貢がせ、自らは架空の投資話を持ち出し金を振り込ませた後に客が連続不審死する「さくらんぼ連続殺人事件」の容疑者として逮捕、起訴。
安江 美子（やすえ みこ）
演 - 原妃とみ
スナックさくらんぼのママ、榎田の愛人。「さくらんぼ連続殺人事件」の共犯として逮捕、起訴。
松沼
演 - まいど豊
芸能事務所のスタッフ。由貴が受けたオーディションの審査員、由貴が最終選考に残ったことを伝えに農場を訪れ、自分の生い立ちを隠さない由貴をデビューさせる。

#### 第1シリーズからのキャスト
斉藤 孝介
演 - 高橋賢人
農場のリーダー。農場に来たばかりの真太郎と大喧嘩をし、農作業もしない真太郎に腹を立て、修治に農場から追い出すようせがむ。ポーさん失踪により農場の仲間が元気をなくしてしまい真太郎への怒りが強くなる。由貴が参加したオーディションに合格したのが、生き別れになった妹・沙織と知る。修治に母親と会いたいと相談した矢先、沙織のマネージャー・重野から家族と絶縁するよう言われてしまう。漢字や計算が苦手なので農場の勉強会を嫌がっていたが、勉強を教えに来た孝弘にはなついている。
野原 大樹
演 - 松川尚瑠輝
たんぽぽ農場OB。現在は農場を離れ、木工所の白石が経営する喫茶店「ボンジョルノ」の雇われ店長。希望が蓮のサッカー部仲間に新田家の孫のふりをしていることを修治に隠していた。農場の子供たちの相談相手。修治からビニールハウス設置を頼まれ、真太郎と殴り合いの大喧嘩になるが、男同士の決着がつき仲良しに。孝介が罪を犯しながらも明るく振舞うことが理解できない蓮に事情を説明する。修治に希望の母の素性を言い出せずにいる真太郎に代わり、電話で修治にその旨を伝える。希望が農場に戻らないことを心配し、蓮とともにスーツ姿で希望が働く店に希望奪還に向かう。
水島 アヤメ
演 - 外岡えりか
たんぽぽ農場OG。大樹と同じ喫茶店「ボンジョルノ」でアルバイトをしている。希望から「知らないふりをして」と頼まれたことを修治にうっかり話す。希望に蓮に本当のことを話すよう諭す。店では客に愛想がなく、すぐに店をサボって遊びに出かけてしまう。有里に「大樹とは付き合っているつもりでいる」と微妙な関係をこぼす。
横山 沙也加
演 - 佐藤未来
現在も農場で暮らし、あかりの世話を焼いている。ある日、修治に連れられ工事現場で懸命に働く母・恭子の姿を見る。家に帰るよう修治に言われ動揺するが、希望の後押しもあり、恭子と暮らす決意をする。送別会が開かれ、見送る修治に名残惜しそうにしっかりと抱きついた。
ポーさん
演 - 渡部雄作
現在も農場を手伝っており、子供たちからなつかれている。ミニトマトのプランターをさわっていると真太郎に暴力を振るわれ、ミニトマトに虫がついていることに気づき木酢液を持ってきた夜、真太郎と仲間たちに連れ去られ暴行を受け、姿を消す。本名を誰も知らないので捜索願が出せず、皆を心配させたが、突然農場に戻り真太郎にプチトマトの畑への移植を教え和解、常に真太郎の様子を気にかけている。後に正式に真太郎から謝罪されるが笑顔で受け入れる。
新田 昌子
演 - 藤田弓子
たんぽぽ農場の地主。子供たちの世話や食事作りをしていたが、持病の腰痛が悪化したため、農場の子供たちの食事係を小春に依頼した。希望が自分の孫のふりをしていることに理解を示し、蓮に希望の祖母である芝居をする。誠の出現で妻子を亡くした過去を思い出す修治に見合い話を持ってくる。
北山 修治
演 - 渡辺いっけい
たんぽぽ農場代表。現在の悩みの種は真太郎を引き取ってからトラブル続きの農場と、希望と蓮の恋により蓮の父と対立してしまったこと。ビニールハウスでプチトマトを育てようと思いつく。孝介の妹のアイドルデビューに際し、孝介を死んだことにしようとしたマネージャーに激怒。学校での拓とあかりの非常識な素行について聞き農場で勉強会を開始させる。突然やって来た純也の父・誠に動揺するが、農場で一緒に暮らさないかと提案。純也が徐々に誠に心を許す姿を見て、亡き息子を思い出し寂しい気持ちに。落ち込む姿を見た誠と子供たちにより1日送れのお盆の迎え火を炊いてもらい涙する。街を離れようとする小春を説得する際、興奮し小春と自殺の機会を狙う孝弘を叱り付けたが、小春が農場に戻り安堵。宏美に引き取られた希望の現状を真太郎から聞き、希望を迎えに行くが断られ落ち込み、農場を暫く休もうと提案するが子供たちから今までどおりにしようと言われ勇気づけられる。真太郎の少年審判の場で母・愛子死亡の真相や心情を涙ながらに語り、情状酌量を求めたが真太郎は少年院送致に。だが亮介が警察で全てを告白し罪が軽くなったと農場の皆に話す。
横山 恭子
演 - 中島ひろこ
1年間修治のサポートを受け、沙也加を引き取り一緒に暮らす準備をしてきた。断酒し禁煙もし男性とも別れた。水商売を辞め昼はスーパー、夜は工事現場で働いている。話し方や表情も1年前のようなだらしなさはない。修治に感謝し、沙也加を引き取った。
谷原 由季子
演 - 山下容莉枝
通り魔少年の母親。修治が妻と息子の墓参に行き偶然再会。妻子への慙愧の念にかられた修治から憎しみの言葉をあびせられる。
北山 大輔
演 - 林凌雅
修治の息子。純也と誠を見て元気をなくした修治の夢の中や幻想の中に出てくる。
松山 有里
演 - 矢沢心
修治の娘。旧姓：北山。現在は山梨県に住んでいる。臨月だが落ち込む父・修治を励ましに大樹とアヤメから依頼され農場にやって来た。「お腹の子は母と弟の命と同じくらい大切な命。この命はお父さんにとっても大切な命」と修治に語る。第1子を出産、夫・健吾が有里の死亡した弟の名・大輔と命名した。

### 放送日程（第2シリーズ）
| 放送日程（全45話）                                        | 放送日程（全45話） | 放送日程（全45話） | 放送日程（全45話） | 放送日程（全45話） | 放送日程（全45話） | 放送日程（全45話） | 放送日程（全45話） | 放送日程（全45話） | 放送日程（全45話） | 放送日程（全45話） | 放送日程（全45話） |
| 話数                                                      | 放送日             | 副題               | 演出               | 話数               | 放送日             | 副題               | 演出               | 話数               | 放送日             | 副題               | 演出               |
| --------------------------------------------------------- | ------------------ | ------------------ | ------------------ | ------------------ | ------------------ | ------------------ | ------------------ | ------------------ | ------------------ | ------------------ | ------------------ |
| 1話                                                       | 7月4日             | 光                 | 阿部雄一           | 16回               | 7月25日            | 苦                 | 植田尚             | 31回               | 8月15日            | 励                 | 大塚徹             |
| 2話                                                       | 7月5日             | 乱                 | 阿部雄一           | 17回               | 7月26日            | 責                 | 植田尚             | 32回               | 8月16日            | 壁                 | 大塚徹             |
| 3話                                                       | 7月6日             | 嘘                 | 阿部雄一           | 18回               | 7月27日            | 親                 | 植田尚             | 33回               | 8月17日            | 命                 | 大塚徹             |
| 4話                                                       | 7月7日             | 転                 | 阿部雄一           | 19回               | 7月28日            | 償                 | 植田尚             | 34回               | 8月18日            | 助                 | 大塚徹             |
| 5話                                                       | 7月8日             | 恋                 | 阿部雄一           | 20回               | 7月29日            | 認                 | 植田尚             | 35回               | 8月19日            | 勇                 | 大塚徹             |
| 6話                                                       | 7月11日            | 絆                 | 阿部雄一           | 21回               | 8月1日             | 子                 | 阿部雄一           | 36回               | 8月22日            | 輝                 | 阿部雄一           |
| 7話                                                       | 7月12日            | 離                 | 阿部雄一           | 22回               | 8月2日             | 守                 | 阿部雄一           | 37回               | 8月23日            | 偽                 | 阿部雄一           |
| 8話                                                       | 7月13日            | 真                 | 阿部雄一           | 23回               | 8月3日             | 信                 | 阿部雄一           | 38回               | 8月24日            | 迷                 | 阿部雄一           |
| 9話                                                       | 7月14日            | 想                 | 阿部雄一           | 24回               | 8月4日             | 父                 | 阿部雄一           | 39回               | 8月25日            | 壊                 | 阿部雄一           |
| 10話                                                      | 7月15日            | 願                 | 阿部雄一           | 25回               | 8月5日             | 道                 | 阿部雄一           | 40回               | 8月26日            | 望                 | 阿部雄一           |
| 11話                                                      | 7月18日            | 生                 | 植田尚             | 26回               | 8月8日             | 抗                 | 植田尚             | 41回               | 8月29日            | 救                 | 植田尚             |
| 12話                                                      | 7月19日            | 正                 | 植田尚             | 27回               | 8月9日             | 学                 | 植田尚             | 42回               | 8月30日            | 戦                 | 植田尚             |
| 13話                                                      | 7月20日            | 始                 | 植田尚             | 28回               | 8月10日            | 和                 | 植田尚             | 43回               | 8月31日            | 愛                 | 植田尚             |
| 14話                                                      | 7月21日            | 友                 | 植田尚             | 29回               | 8月11日            | 悔                 | 植田尚             | 44回               | 9月1日             | 夢                 | 植田尚             |
| 15話                                                      | 7月22日            | 人                 | 植田尚             | 30回               | 8月12日            | 涙                 | 植田尚             | 最終               | 9月2日             | 明                 | 植田尚             |
| 最高：%(○話) 最低：%(○話)                                 |                    |                    |                    |                    |                    |                    |                    |                    |                    |                    |                    |
| 平均視聴率 5.2%（視聴率は関東地区・ビデオリサーチ社調べ） |                    |                    |                    |                    |                    |                    |                    |                    |                    |                    |                    |

### 備考
- 東海テレビ製作のローカルアニメ番組『かよえ!チュー学』に希望役の小島と真太郎役の森田が登場した。
- 同局制作の『ぴーかんテレビ』での不祥事を受け、8月8日放送分から最終回までほとんどのスポンサーの提供クレジット表示が自粛されていた。
- この番組の放映期間中、『空メール』をもじった「Karaメール」なるものが登場。当時、フジテレビは韓国に対する偏見やゴリ押しの真っ只中で、日韓の間で人気のあるグループKARAを揶揄しているなどとの声がネット上であがっていた。

## 第3シリーズ

### 第3シリーズの概要
シリーズ3作目となる『明日の光をつかめ -2013 夏-』が2013年7月1日から8月30日まで、前作に引き続き東海テレビ制作の帯ドラマ枠で放送された。本作品は東海テレビ制作昼の帯ドラマの通算200作目となる。主演は昼ドラ初出演・連続ドラマ初主演となる須田アンナ。今作では、二見からの依頼を受け、北山が農業を教えるために訪れた、千葉県風美湖畔にあるベーカリー「かぼちゃハウス」に舞台を移すが、「たんぽぽ農場」も引き続き登場する。
キャッチコピーは「ファイト、私。」

### 第3シリーズのキャスト

#### かぼちゃハウス
太田 蒼（おおた あおい）〈16〉
演 - 須田アンナ
主人公で、県内の進学校・千葉県立泉野高等学校に通う高校1年生。ダンス部所属で全国大会に向けて練習に励んでいたが、兄・雅人が同級生を刺したことにより練習参加を拒否され、後にさらに退部に追い込まれる。その後、母・栄子も自殺し、別居中の父の元には行かず「かぼちゃハウス」で暮らすことにする。以前から「かぼちゃハウス」のパンを好み、パン屋の復活を願い、農業にもいち早く協力した。しかし、雅人の事件が原因でパン屋の売り上げが上がらないと由香里にきつく責められ、兄の事件に関連付けられた内容の「かぼちゃハウス」への嫌がらせに責任を感じて姿を消そうとするが思い留まる。また、雅人へのいじめを隠蔽した学校側から理不尽な条件を受け入れることで通学を続けた。常に前向きに明るく振舞い、心の傷を見せないが、畑の手伝いに来た萌子には見抜かれており、兄が負傷できなかった若林と日置を学校の屋上に閉じ込めるなど、影では復讐行為を行っていた。その後、その仕返しとして若林と日置がケーブルテレビ局に電話をかけ、『ダンスパラダイス GO! GO!』を放送中止に追い込んだことを知り、「かぼちゃハウス」の仲間まで苦しめていることに憤慨し、キッチンから果物ナイフを持ち出そうとするところを北山に見つかり、復讐のために「かぼちゃハウス」にやってきたことや自身の無実を信じてくれた北山を裏切ったことを告白し、北山の説得で報復を止める。その後、浩樹が病院を抜け出した際に3年A組に復讐をする計画を知るが復讐しないでと訴えた。浩樹の死後は若林たちの雅人への暴言を耳にしたことで「かぼちゃハウス」の仲間と共に浩樹がUSBメモリに遺した新たな復讐計画を実行に移し、3年A組の教室を占拠して金澤や生徒たちに雅人へのいじめを追及する様子をインターネットで中継した。インターネットで中継後は兄が言いたかったことを伝えられたとして転校を決意し、北山が「かぼちゃハウス」を去る当日に子供たちの中では最後に「おっちゃん」と呼んだ。
松井 翔太（まつい しょうた）〈17〉
演 - 須賀健太
金髪に染めた髪が特徴、単細胞で不器用な性格だが、「かぼちゃハウス」では一番ケンカが強い反面、コミュニケーションは苦手で、「です」を繰り返したり、単語を連呼する。親友の浩樹の身の回りの世話を積極的に行う一面もある。蒼がパン店の客であったころから蒼に思いを寄せており、部活の練習を密かに学校で見ていたり、またパン屋再開に乗り気でなかった仁に代わって店を再開しようとしたり、蒼の影響で積極的に畑仕事もしている。父親は5歳の時に蒸発、デパートの婦人服売場で働く母親に女手一つで二人の妹と共に育てられるが小学生時代から素行不良のためいざこざは絶えずに転校を繰り返し、中学生時代には学校外でも喧嘩に明け暮れて、何度も補導された。その後、中学3年のころにティッシュ配りのアルバイトをしていた最中にヤクザの猪又に絡まれ、傷害事件を起こして少年院に1年間入院した。退院後は家に戻ることを希望したが妹が学校でいじめに遭って自殺未遂を起こしたことから母親に拒否され、「かぼちゃハウス」で暮らしている。その後、北山の悲しい過去を知り、蒼と猪又が入院している病院を訪れ、2年間意識が戻っていないことを知って愕然とし、猪俣の子供・綾佳と陵の姉弟と知り合い、金銭面から猪俣が近々山梨の関連病院へ転院することを知る。そのため、金を手に入れようと、振り込め詐欺の受け子役を引き受けたが逮捕された。釈放後は事情を知った「かぼちゃハウス」の仲間から寄せられた金を手に病院を訪れるが既に猪又は転院した後であり、綾佳と陵にはいつか真実を打ち明ける決意をしている。ダンス部を退部させられた蒼を元気づけようと、テレビ番組のダンスコンクールへの参加を最初に提案した。しかし、浩樹が蒼を好きだと知ると、就職先を探して「かぼちゃハウス」を出て行こうとしたが思い留まり、両想いである二人を祝福する。浩樹の死後は当初はそのことを受け入れることが出来ず、あたかも彼が生きているかのように振る舞い、ダンスの練習中に浩樹の幻影を見るが仁や由香里に諭され、何度も浩樹の名を公園を走り回りながら湖に向かって大声で呼び続け、泣き叫んだ。
植本 浩樹（うえもと ひろき）〈17〉
演 - 柾木玲弥（幼少期：藤野大輝）
1996年6月28日生まれ、翔太の親友。好物はコーヒーゼリー、好きな曲はフォーレの「シシリアーノ」とサラサーテの「チゴイネルワイゼン」。科学が得意で、教育虐待をしていた両親の元に育ち、進学校・開栄学園中学校に入学するが先天的な心臓肥大の難病を抱え、中学1年の秋に急激に病状が悪化して、長期入院を余儀なくされる（そのため、屋外では車椅子で移動している）。しかし、その影響で授業についていけなくなり、地元の公立中学に転校して一流高校への進学が期待できなくなった両親から関心をなくされ、さらに弟・昌樹の開栄学園中学校入学をきっかけに両親からのネグレクトが進み、15歳の時に自ら児童相談所を訪れて保護され、自分の意思で「かぼちゃハウス」で暮らしている。また、5歳の時から毎年誕生日にノートパソコンを一方的に送りつける父・祥治から公立中学への転校後に「お前なんか生まれてこなければよかった」と罵られたことで心臓移植手術承諾のサインを得るために家に帰るのを拒否していた。しかし、仁の「どんな親でも親だ」を受け、小学3年の夏に一緒に笹舟を流したころの祥治に戻ってほしいと伝えるために北山と実家に行くが、自分のことよりも昌樹が全国統一模試で1位になったことに有頂天になっていた祥治に失望した。また、「かぼちゃハウス」を追い込む若林と日置の行為には大きな憤りを感じており、彼らがケーブルテレビ局に電話をかけて『ダンスパラダイス GO! GO!』を放送中止に追い込んだことを知ると、好きな人のために自分の命を賭けて彼らに復讐をする計画を立てる。その後、再び発作を起こして入院するが復讐計画は密かに進めており、学校の下調べで病院を抜け出した際に蒼から涙ながらに制止され計画を中止した。蒼に密かに好意を寄せており、「hiroking」「ウェルテル」のハンドルネームでインターネットの恋愛相談に何度も投稿しているが、加代が持っていた人形がきっかけで「フランソワぱみゅぱみゅ」の正体が由香里だと気づく。その後、蒼が好きだと翔太に打ち明け、由香里には感謝を伝える投稿を送り、翔太には大切にしている谷川俊太郎の詩集を贈り、蒼には新たな復讐計画と彼女へのメッセージが保存されたUSBメモリを託し、ルルには後ろを振り返らずにどう生きるかだけを考えろと伝え、後に風美ケーブルテレビの取材を受けて「かぼちゃハウス」は最高の場所で、みんなと暮らせて幸せだと語ったその翌日に北山に死の恐怖を吐露した直後に容態が急変し、亡くなった（戒名は「想友賢浩信士」）。
佐々木 仁（ささき じん）〈18〉
演 - 浅香航大（幼少期：大西利空 / 少年期：髙橋琉晟）
1994年9月28日生まれ、血液型A型、口は悪いが心優しい、「かぼちゃハウス」に暮らす子どもたちのリーダー格。空腹時に父・伸二にあんぱんを買ってもらっていたことからパン作りには格別の思い入れがある。3歳の時に母親が失踪し、伸二に育てられたが8歳の時に目の前で伸二が殺人容疑で逮捕される。窃盗傷害罪で少年院に1年間入院後は自立支援施設やフリースクールを転々としたが社会復帰できず、またパン作りを教わっていた二見に裏切られた思いから大人を信用していなかったが「かぼちゃハウス」にパン作りを教えに来た克巳に諭され、克巳や北山を信用するようになる。パン屋を再開した矢先に、伸二が刑務所から出所したため、「かぼちゃハウス」に残りたいが父親を見捨てられない気持ちから北山の胸で「おっちゃん」と呟いて慟哭、「かぼちゃハウス」を去った。しかし、パン作りを諦められずに伸二にパン屋を開きたいという気持ちを伝えるが自身をヤクザにしたがる伸二には拒否された。その後、伸二が殺人を犯して再び逮捕され、克巳の元に身を寄せたが「かぼちゃハウス」に戻る。しかし、伸二との生活中に拳銃を持たされたことで、その手でパンを作ることを躊躇していたが、北山や「かぼちゃハウス」の子供たちの励ましで乗り越え、浩樹の入院中には治療費を稼ぐために閉店後に克巳の元を訪れ、徹夜で新作パンの作り方を教わってレパートリーを増やし、克巳が勤めるパン屋で働く決意をする。
三沢 由香里（みさわ ゆかり）〈15〉
演 - 荒川ちか
口が悪く気の強い少女で、年中稚拙な嘘ばかりついていて、仁に片思いをしているが全く相手にされていない。母親がアルコール中毒の父親から暴力を受け、家庭崩壊状態にあった中学1年の時に家出し、非行グループの一員となる。その後、窃盗に入った現場から逃げる途中、仲間がバイクに撥ねられて死亡したため、その両親から憎まれていることに苦悩している。また、家出中に街を彷徨い、廃棄された弁当を漁っていたところを沙樹に救われた恩義があり、「かぼちゃハウス」を訪れた沙樹を一晩泊めてほしいと北山に頼み、沙樹から「かぼちゃハウス」を一緒に出て行こうと誘われるが断る。その後、「かぼちゃハウス」を出た沙樹からの電話で金を貸してほしいと頼まれるが仁や北山から沙樹が売上金を盗もうとしたり、窃盗容疑で追われていることを聞き、フランスにパンの修行に行くことになり、飛行機代を振り込んだから金がないと嘘をついて断る。また、「フランソワぱみゅぱみゅ」のハンドルネームでインターネットの恋愛相談に乗り、浩樹が投稿した悩み事にも答えていたことは知らなかったが、浩樹が『若きウェルテルの悩み』を読んでいたことからその正体に気づく（しかし、自身が手作りしたフランソワぱみゅぱみゅ人形がプレゼントした仁の手を離れ、若返りの神様として加代の元に渡っていることは知らない）。
川端 ルル（かわばた ルル）〈10〉
演 - 内田愛
2003年5月5日生まれ、綾乃と樋口の娘で、小学4年生。生後1週間で綾乃の父親に産婦人科の前に捨てられ、養父母の元に引き取られたが養母が病死、養父の再婚後は継母からの虐待に遭い、近隣からの通報により児童相談所に保護され、養護施設に預けられてからは十数回に渡って家出を繰り返し、2年前から「かぼちゃハウス」で暮らしているが、産婦人科の前に捨てられた時に一緒に置いてあったココペリ人形を大事にしており、人形と書き置きを手掛かりに学校を無断欠席し、夜遅くまで母親を捜していた。また、誰からもバイオリンを教わったことはなく、譜面も読めないが一度聴いただけの楽曲を弾く能力を持つ。しかし、バイオリンを弾くと悲しくなるからと演奏を拒絶していたが再会した綾乃に思いの丈をぶつけてからは気持ちに変化が表れ、バイオリンを弾いても悲しくならず、優しい気持ちになれた。その後、演奏を聴いた舟木に薦められ、綾乃が設立に参加したNPO法人のオーディションに参加して合格したものの、オランダには行かずに「かぼちゃハウス」に残り、後に入院した浩樹から後ろを振り返らずにどう生きるかだけを考えろと言われてからは、人生をやり直したいと決意する綾乃に父親である樋口と出会った日からやり直してほしいと語り、「かぼちゃハウス」の面々と一緒に暮らせて幸せであり、生まれてきてよかったと思っていたことを伝える。
長里 真之介（ながさと しんのすけ）〈7〉
演 - 黒澤宏貴（幼少期：星流）
「かぼちゃハウス」の子供の中では最年少の小学2年生で、みんなのマスコット的存在。仁のことを「仁兄（じんにぃ）」と慕っている。生まれて間もなく、両親の離婚により母親に引き取られ、母親が勤務先のスナックで知り合った客と再婚し、一年後に妹・可南子が生まれる。しかし、継父は可南子しか可愛がらず、やがて母親からも世話をされなくなり、ネグレクト状態となって4歳の時に両親が旅行に可南子を連れ出かけた際に一人アパートに残されて栄養失調に陥り、深夜の路上で発見されたことで児童相談所に保護された。その後、青木から可南子も継父（可南子にとっては実父）に虐待された疑いがあり、自宅への強制捜査を裁判所から許可を得るために継父から虐待を受けた証言が必要だと聞かされた北山に証言を求められるも虐待の恐怖から思い出すことを拒む。しかし、仁や翔太は妹を助けられるのは自身だけだと勇気を出して証言するよう説得し、自ら親を捨てた浩樹からもそんな親なら捨ててもいいと諭されて、カラスに襲われて傷ついた鳩を看病するも助けられなかった体験を経て、勇気を出して虐待を受けた証言をした。その後、過去に継父に風呂場で虐待を受けたトラウマから男性と一緒に風呂に入るのを極度に恐がり、蒼・由香里・ルルと入浴していたが、浩樹の死後は自らの勇気でトラウマを乗り越え、北山と入浴することが出来た。
梅井 加代（うめい かよ）〈35〉
演 - 伊藤かずえ
「かぼちゃハウス」食事係。離婚歴があり、母親の梅と兄のカツオがいる。食事時に自分の名前に引っかけて「私の料理、うめいかよ?」とダジャレを言うが、反応はいま一つである。浩樹の死を知った二見と連絡を取っており、二見が再び戻ってくるきっかけを作った。
二見 茂夫（ふたみ しげお）
演 - モロ師岡
「かぼちゃハウス」主宰者。北山に農業を教えてほしいと依頼するが、東京にパン屋を出店するために投資話に乗って大損したため、マツ子や近隣住民から借金を重ね、北山に子供たちを託すような置き手紙と「かぼちゃハウス」の通帳と帳簿を残して行方不明となる。その後、浩樹の死を機に「かぼちゃハウス」に戻り、北山から再び子供たちを託される。
東 峰子（あずま みねこ）
演 - 西丸優子
マツ子の秘書。
沢登 マツ子（さわのぼり マツこ）
演 - 柴田理恵
「かぼちゃハウス」地主で、大家。口は悪いが、根は優しく、いつも彼らを見守っている。28年前の嵐の夜に当時10歳だった娘・洋子（演：柄沢怜奈）を亡くした過去があり、嵐の日には湖を見に行っており、娘によく似た容姿のルルに娘の姿を重ね合わせている。北山と加代が不在だった嵐の夜に家に帰れなくなったために「かぼちゃハウス」に一晩泊めてもらい、そこで発熱してしまうが、子供たちが看病してくれたことで完治し、以降は子供たちに感謝するようになり、峰子を通して美味しいものを食べてほしいと子供たちにお礼の金を渡した他、『ダンスパラダイス GO! GO!』の収録前日には黒毛和牛のステーキ肉を差し入れしたり、パン店の宣伝のために知り合いである風美ケーブルテレビの社長に取材を頼むなど手助けをするようになる。

#### 太田家
太田 栄子（おおた えいこ）
演 - 杉山彩子
蒼・雅人の母親。夫（本編未登場）は愛人の元に出て行って離婚後は神戸に在住し、現妻との間には子供も生まれている。親権争いの場で夫に「お前が育てると雅人と蒼がろくな人間にならない」と言われたため、雅人が東京大学に合格することで見返したいと思っていたが、雅人の死後は後を追うように首吊り自殺を図る。
太田 雅人（おおた まさと）〈18〉
演 - 竹内寿
1995年5月16日生まれ、蒼の兄で、千葉県立泉野高等学校に通う高校3年生。若林たちにいじめられていることや担任教師である金澤に相談しても何もしてくれなかったことを綴ったUSBメモリを遺す。その後、誕生日当日に滝田と中尾をナイフで刺し、金澤に追われて校舎の屋上から転落死した。

#### 千葉県立泉野高等学校
若林 光一（わかばやし こういち）〈17〉
演 - 石井貴就
3年A組の生徒で、雅人に対するいじめを行ったグループの中心人物。プライドが高く、嫉妬心が強い。家族構成は両親と弟。1995年10月7日生まれ。犯罪行為を織り交ぜていたいじめを雅人にするが、後に仲間の滝田と中尾が雅人にナイフで刺される結果を招いてしまう。雅人の死後も反省する気持ちは全く無く、むしろ仲間を刺した雅人への逆恨みによる憎悪を秘めるようになり、今度は雅人の妹である蒼にその矛先を向け、彼女が暮らしているかぼちゃハウスのパン屋の再オープン時にポスターに誹謗する落書きをし、ネットで中傷するなどかぼちゃハウスを巻き込んでの嫌がらせをするようになるが、逆に雅人のことで自身らを恨んでいた蒼によって日置と共に屋上に閉じ込められたり、プレッシャーをかけられたりするなどの行為を受けることになる。その後、蒼に対してさらなる怒りを募らせ、仕返しとして蒼のリュックの中にナイフを入れたり、ケーブルテレビ局に電話をかけて蒼たちが出演した回の『ダンスパラダイス GO! GO!』を放送中止に追い込んだ上、今度は蒼の復讐を恐れてかぼちゃハウスを潰すことを画策（本人談によれば、かぼちゃハウスに対する風評を流すことで閉鎖に追い込むといった計画であることが明かされている）したため、蒼の怒りを買うことになる。その後は日置および滝田と中尾と共に雅人に対する暴言を吐きながら嘲笑ったため、蒼が3年A組の占拠を起こす結果となってしまい、その際もいじめのことを認めようとした仲間の一人を制止して認めようとしなかったものの、結局はインターネットの中継を見ていたマスコミに知られることとなり、最終的には雅人に対するいじめが世間へ露呈する羽目になった。
日置 明（ひおき あきら）〈18〉
演 - 杉本泰郷
3年A組の生徒。自分よりも弱い者には辛く当たり、強い者には媚びへつらう。若林とは中学からの同級生という間柄であり、ゆえに行動を共にしていることが多い。家族構成は両親と兄。1995年4月27日生まれ。若林と共に雅人をいじめていたが、後に仲間の滝田と中尾が雅人にナイフで刺されることとなる。その後、蒼によって上記の行為を若林と共に受けたことで仕返しとして様々な嫌がらせをし、さらにはかぼちゃハウスを潰すことを計画していたが、後に蒼たちによる3年A組の占拠によりいじめが世間に知られてしまい、最後にはマスコミにいじめ問題について追及される。
滝田
演 - 河相沙羅
中尾
演 - 海谷糸広平
上記2人は3年A組の生徒で、若林・日置の仲間。一緒に雅人をいじめていたが、後に二人とも雅人にナイフで刺され、全治3か月の重傷を負った。その後、2学期には退院して学校に戻っており、そのうち一人は蒼たちが3年A組を占拠した際にいじめのことを認めようとしたため、いじめが知られることを恐れた若林に止められたものの、結局は雅人に対するいじめは世間に知られてしまう。
石川 裕美（いしかわ ゆうみ）
演 - 鈴木米香
ダンス部の部長。雅人の事件後は蒼の練習への参加を拒否した上、退部を命じる。
金澤 功一（かなざわ こういち）〈40〉
演 - 東根作寿英
3年A組の担任教師。学校では化学を担当している。家族構成は教師である両親と妻、子供が2人。1972年11月7日生まれ。利己的な性格で、自分の保身のことしか頭に無く、そのために他者を犠牲にすることさえ厭わないと考えている。雅人からいじめの相談を受けても相手にしなかったばかりか、雅人の死後はその事実を隠蔽し、さらには蒼から転校を拒否されると「3年生の教室がある3階には立ち入り禁止」と「学校へはビニール製の透明のリュックサックを使用して通学する」という理不尽な条件を蒼に叩きつけた。その後、蒼たちが3年A組を占拠した時もなおもいじめがあったことを認めず、警察に連絡するよう校長に電話し、さらには蒼たちが警察に連行されていく際は自分のせいでこうなったにもかかわらず一向に態度を改めずに蒼たちを一方的に詰った上で「異常な奴らだ」と吐き捨てたが、それを聞いていた北山の怒りを買い、彼から「それでも教師か」と怒鳴られ、その怒号に驚愕した。その後はインターネットの中継を見ていたマスコミに知られたことで隠蔽も言い逃れも出来なくなってしまい、結局はマスコミの取材でいじめを黙認していたことをようやく認めることとなった。
校長
演 - 芹澤名人
千葉県立泉野高等学校校長。保身のことしか考えない金澤とは違い、生徒のことは少なからず気にかけている。雅人の事件後に金澤から話を聞き、学校の評判が下がるのを防ぐため止むを得ずに事実を隠蔽したが、蒼たちによる3年A組の占拠によっていじめの黙認をマスコミに知られてしまい、最後はマスコミの取材で金澤と共にいじめを黙認したことを認めた。

#### かぼちゃハウスの子供の親族
佐々木 伸二（ささき しんじ）
演 - デビット伊東
仁の父親で、暴力団「石浜会」の構成員。ヤクザものではあるものの、息子である仁には優しいなど子供想いな一面がある。好物はあんぱんで、昔は空腹であった仁にあんぱんを買ってあげたり、自分が食べていたあんぱんを分けてあげたこともある。10年前に殺人事件を起こして服役していたが、出所後は「かぼちゃハウス」を訪れ、仁を引き取って一緒に暮らすことになる。その後、仁にある程度の金を渡したりと生活を支え、彼からパン屋になる夢を聞いてもそれを拒否した上で「もっとデカイことをしろ」と言いながら拳銃を触らせるなど仁をヤクザに育て上げる考えを示していたが、ほどなくして殺人事件を起こして再び逮捕される。
新庄 綾乃（しんじょう あやの）〈35〉
演 - 酒井美紀（友情出演）
ルルの母親で、世界的に活躍するバイオリニスト。同期生の隼人と交際し、また同棲しており、ロイヤルバーグ交響楽団からの誘いを断ってお腹の子と暮らしたいと告げたが、それに怒った隼人に突き放されたことで交通事故に遭遇してしまう。その後、ルルを出産するも1週間の昏睡状態が続いた間に父親である良樹によって無断でルルを産婦人科に捨てられてしまい、意識が戻った後は父から死産したと嘘を聞かされたことでロイヤルバーグ交響楽団の誘いを受け入れて海外に渡米し、後に有名なバイオリニストとなる。活躍した末にオランダのロイヤルハーグ交響楽団のコンサートマスターに就任しており、CDリリースと父・良樹の七回忌で10年ぶりに帰国し、子供たちの育成に力を注いでオランダで設立された才能ある子供たちを育成するNPO法人を設立した。その後、父が遺した手紙を読んだことでお腹にいた子が生きていたことや今はルルと名付けられて生活していることを知り、ルルとの再会後はオランダに戻るが、ロイヤルハーグ交響楽団を退団して帰国し、ルルに許されるまではバイオリンを弾くことも止め、人生をやり直す決意をする。
樋口 隼人（ひぐち はやと）
演 - 佐野瑞樹
ルルの父親で、綾乃の元恋人であり、山手音楽大学在学中の2001年にウィーン国際チェロフェスティバルで金賞を受賞するなど数々のコンクールで優勝した優秀なチェリストでもある。学生時代から酒に溺れており、綾乃と別れた後も入退院を繰り返している。大学卒業後はニューヨークのシェリアード音楽学院に留学していたが、綾乃たち同期生4人で出演した凱旋公演を最後に音楽界から姿を消し、10年前にロイヤルハーグ交響楽団から誘われた綾乃を突き放したため、交通事故に遭わせてしまう。
新庄 秀樹（しんじょう ひでき）
演 - 藤元英樹
ルルの伯父で、綾乃の兄。父・良樹から死の直前にルルを捨てた経緯を聞かされ、綾乃宛ての手紙を託される。その後、生きていたルルを捜そうとする妹・綾乃に失くした10年を戻すことはできないと諭す。
新庄 良樹（しんじょう よしき）
演 - 茂木和範
ルルの祖父で、綾乃・秀樹の父親。才能はあるものの、酒に溺れている樋口と綾乃の交際に反対し、娘・綾乃を世界的なバイオリニストにすべく、オランダに行かせるために事故後は綾乃が出産したルルを連れ出し、ココペリ人形と書き置きを残して別の産婦人科の玄関に捨てて死産したことにする。その後、ルルを捨てた真実を綴った綾乃宛ての手紙を遺し、7年前に亡くなる。
植本 祥治（うえもと ようじ）
演 - 内堀克利
浩樹・昌樹の父親で、高級官僚。浩樹の成績にしか興味がなく、成績が悪いと暴力を振るって教育虐待をしていたが、それを浩樹のために病気に負けずに勉強を頑張れと教育してきたと主張したため、それに耐えきれなくなった浩樹が児童相談所に駆け込んで家を出ることとなり、それにより浩樹を見限って人間の屑と言い放ち、また世間体を気にして浩樹が施設に入っていることを隠すため地方の病院に入院していることにしていたが、結局は社会から「子供を虐待する親」という烙印を押されて文科省の関連団体に出向させられてしまい、以降は霞が関に戻れなくなったと浩樹を憎むようになる。意を決して再会することにした浩樹に対しても激しく罵倒し、小学3年の夏に一緒に笹舟を流したころの自分を取り戻してほしいという彼の真摯な気持ちにも最後まで耳を貸そうとしなかった上、昌樹が全国統一模試で1位になったことの方に上機嫌になるなど完全に浩樹を見放した。浩樹の死後はかつて浩樹に対して行った仕打ちを反省するようになり、遺骨を引き取りに「かぼちゃハウス」を訪れるも翔太たちに責められ、最終的には美津子と共に泣きながら浩樹の遺影に謝罪する。
植本 美津子（うえもと みつこ）
演 - 木村美月
浩樹・昌樹の母親。夫同様に浩樹に教育虐待を強いたため、浩樹が家を出るきっかけを作った。心臓移植の承諾の話し合いで訪れた北山に小学3年生の時の浩樹の学級文集を託し、浩樹と北山に二度と家に来ないよう告げた。浩樹の死後は浩樹に対して行った仕打ちを反省するようになり、遺骨を引き取りに「かぼちゃハウス」を訪れるも翔太たちに責められ、最終的には祥治と共に泣きながら浩樹の遺影に謝罪する。
植本 昌樹（うえもと まさき）〈15〉
演 - 宮野薫
浩樹の弟で、開栄学園中学校3年生。父親である祥治からの教えによって成績優秀かつ全国統一模試で1位となった一方で、勉強に明け暮れて他人と触れ合うということを一切しなかったため、植本家を訪れた北山や実兄である浩樹に挨拶もせず、無愛想な態度を取る。

#### その他（第3シリーズ）
杉田 克巳（すぎた かつみ）〈27〉
演 - 尾関伸嗣
たんぽぽ農場OB。両親の死後は高校を中退し、悪い仲間たちとつるんでいたが、対立していたグループの一員に重傷を負わせたことで少年院に入院した。その後、たんぽぽ農場を出てからはホテルに就職して清掃の仕事をしていたが、そのホテルでベーカリー部門が有名だったことからパン作りに興味を持ち、仕事の合間にずっと見ていたことに気づいたパン工房のチーフの紹介で、青山の一流ベーカリー・サフランで働くようになる。その後は北山に頼まれ、仁にパン作りを教える。
谷原 美里（たにはら みさと）〈24〉
演 - 小林涼子
克巳の婚約者で、花屋の店員。彼がたんぽぽ農場にいたことは知りながらも、過去については克巳から伝えられておらず知らなかったが、マツ子の発言から偶然克巳の過去を知り、それを受け入れた上で克巳からのプロポーズを受けた。その後、由季子から兄が北山の家族を殺したことや死の真相を聞かされ、加害者家族である自分が幸せになる資格はないと結婚を一度は取りやめるが、「かぼちゃハウス」の子供たちの変化や翔太が猪又の子供たちと向き合う姿を通して自分の過去にこだわって克巳を苦しめていたことを反省した北山から克巳と結婚してやって下さいと頭を下げられたことで克己との結婚を承諾した。
川口 剛志（かわぐち たけし）
演 - 宮本大誠
「週刊ジャスト」の記者。雅人の事件を取材しており、蒼に近づくために翔太を尾行していたが、尾行の目的に気づいた翔太に撃退される。
立花 美佳（たちばな みか）
演 - 正木佐和
浩の妻。産婦人科で診察を受けた際に母親捜しに来たルルに偶然同じ人形を持っていたことから尾行された末に母親かと尋ねられたが、バッグにつけていた人形はアメリカに行っていた妹からのお土産であることやルルが生まれた当日には盲腸の手術を受けていたことを明かし、母親ではないと告げた。その後、ルルに母親捜しの手がかりになればと人形の名前がアメリカのインディアンのお守りであるココペリ人形だと伝えた上で早く母親が見つかるといいねと励ましながらサンドイッチを手渡した。
立花 浩（たちばな ひろし）
演 - 西ノ園達大
美佳の夫。東京で喫茶店「ボンジュール」を経営している。美佳とは9年前に結婚したが、ルルが美佳に母親かと尋ねる様子を見て、美佳の浮気を疑う。
松坂 高子（まつざか たかこ）
演 - 山本裕子
ルルの担任教師。音楽室のバイオリンを弾いていたルルの演奏を聴いてほしいと舟木に頼む。
舟木 和彦（ふなき かずひこ）
演 - 津村和幸
山手音楽大学教授で、綾乃・樋口・松坂の恩師。松坂からルルの才能を聞きつけ、バイオリン演奏を聴き、綾乃が審査員を務めるNPO法人のオーディションへの参加を勧める。その後、蒼と北山と共に大学を訪れたルルから破かれた綾乃と樋口が出演したコンサートのパンフレットにルルの生年月日が書かれた書き置きを見せられ、綾乃が同じココペリ人形を持っていることを伝えられたのを受けて調べた後に綾乃がオランダに戻る当日にルルが綾乃の子供だと告げた。
パン屋の客
演 - 石倉三郎
パン屋再開後に訪れた最初の客。ガラの悪そうな身なりをしている。購入したドテカボチャの味を絶賛したため、店内にいた「かぼちゃハウス」のメンバーがほぼ全員泣きながら喜んでいたことに困惑するものの、最終的には自分ももらい泣きしてしまうほど一緒に嬉しがる。
Mr.ラッキー
演 - ラッキィ池田
ケーブルテレビ・関東ときめきテレビのダンス番組『ダンスパラダイス GO! GO!』の番組プロデューサー兼審査員兼総合アドバイザー。
ミオ
演 - さくまみお
『ダンスパラダイス GO! GO!』のアシスタント。
猪又 完治（いのまた かんじ）
演 - 橋本まつり
ヤクザ。2年前に繁華街でティッシュ配りのアルバイトをしていた翔太に絡むも逆に翔太から暴行を加えられ、それ以来はずっと意識不明のまま入院しており、後に山梨の病院に転院する。
猪又 綾佳（いのまた あやか）
演 - 山岡愛姫
猪又 陵（いのまた りく）
演 - 首藤一心
上記2人は完治の娘と息子。父親の入院後に母親が出て行ったきり帰らず、施設に預けられる。その後、父親に暴行を加えた相手だと知らず、病院で出会った翔太と友達になる。
沙樹
演 - 秋月三佳
由香里が所属していた非行グループの先輩。少年院を出院後は実家に戻るが、母親に新しい恋人がいたために家出し、行く場所がなかったことで由香里を頼って「かぼちゃハウス」を訪れ、そこで由香里に「かぼちゃハウス」を一緒に出て行こうと誘ったところを断られる。その後、窃盗容疑で追われる身であったためレジから売上金を盗もうとするところを仁に見つかり、翌朝みんなが起きる前に出て行けと言われて姿を消し、後に由香里に金の無心を電話でするも断られた。
青木
演 - 樋渡真司
児童相談所の相談員。
医師
演 - 佐野元哉
浩樹の主治医で、泉野市立総合病院心臓血管外科医。
森 のはら(もり のはら)
演 - 城戸梨沙
ケーブルテレビ・風美ケーブルテレビの番組『森のはらの街角潜入リポート』のリポーター。浩樹の死後は「かぼちゃハウス」に弔問に訪れた際に亡くなる前日に浩樹にインタビューしたDVDを北山たちに手渡す。

#### 第1シリーズからのキャスト
北山 修治〈55〉
演 - 渡辺いっけい
「たんぽぽ農場」の代表者。二見の失踪により「かぼちゃハウス」の責任者になり、以降は葵や克己、浩樹らの心の支えになることでかぼちゃハウスの子供たちを守ってきたが、最終回では二見が戻ってきたのを見届け、子供たちにたんぽぽのしおりを渡して「かぼちゃハウス」を後にする。
松山 有里
演 - 矢沢心（第23話）
北山の娘。
ポーさん
演 - 渡部雄作
現在も「たんぽぽ農場」を手伝っている老人。大樹たちが「かぼちゃハウス」の手伝いに来た際に萌子の提案によりポーさんかかしが作られた。
野原 大樹〈20〉
演 - 松川尚瑠輝
たんぽぽ農場OBで、喫茶店「ボンジョルノ」雇われ店長。萌子・孝介と共に「かぼちゃハウス」の畑を手伝いに行く。
斉藤 孝介〈18〉
演 - 高橋賢人
農場のリーダー。大樹・萌子と共に「かぼちゃハウス」の畑を手伝いに行く。
谷原 由季子
演 - 山下容莉枝
美里・昭久の母親。当初は克己との結婚に賛成していたが、北山が代表を務める「たんぽぽ農場」に克己がいたことを知った上、美里には北山の妻子を殺した昭久の死因が自殺ではなく事故死だと告げていたため、一転して反対する。その後、美里には昭久の死の真相と彼が北山の妻子を殺したことを明かした。
谷原 昭久
演 - 深澤大河
第1、第2シリーズ（主に回想）に登場した通り魔の少年で、由季子の息子であり、美里の兄でもある。かつてストレスから北山の妻子を殺害し、後に北山宛ての遺書を残して刑務所で自殺する（しかし、自身の死後も北山には殺したいほど恨まれており、残された遺書の封を北山は今も切っていない）。

#### 第2シリーズからのキャスト
大石 真太郎〈18〉
演 - 森田直幸
たんぽぽ農場メンバー。トマト作りが認められ、「ボンジョルノ」の常連客から紹介された農業ビジネスを手がけようとする会社の面接を受けるが、茶髪のまま面接に行き、横柄な態度を取ったため落ちてしまう。その後は就職せずに「たんぽぽ農場」に残りたいと北山に願い出るが、後に北山の説得で髪を黒く染め直して再度面接を受けたことで採用が決まり、「たんぽぽ農場」を卒業した。
佐々木 萌子〈19〉
演 - 新川優愛
たんぽぽ農場メンバー。大樹・孝介と共に「かぼちゃハウス」の畑を手伝いに行くが、後に蒼の様子がおかしいと北山に伝える。
西川 小春
演 - 小川菜摘（第11話）
農場の食事係。
石堂 由貴〈18〉
演 - 西野実見（第35話）
たんぽぽ農場OGで、アイドルグループ・TPO3の一員。第2シリーズでオーディションに合格し、念願のアイドルになったため、たんぽぽ農場を卒業している。他のメンバーにはたんぽぽ農場にいたことを伏せており、関東ときめきテレビの楽屋で北山に声をかけられても彼女たちの前では知らない人のふりをしていたが、後にこっそり楽屋を抜け出して北山に挨拶する。

### 放送日程（第3シリーズ）
| 放送日程（全45話）                                     | 放送日程（全45話） | 放送日程（全45話） | 放送日程（全45話） | 放送日程（全45話） | 放送日程（全45話） | 放送日程（全45話） | 放送日程（全45話） | 放送日程（全45話） | 放送日程（全45話） | 放送日程（全45話） | 放送日程（全45話） |
| 話数                                                   | 放送日             | 副題               | 演出               | 話数               | 放送日             | 副題               | 演出               | 話数               | 放送日             | 副題               | 演出               |
| ------------------------------------------------------ | ------------------ | ------------------ | ------------------ | ------------------ | ------------------ | ------------------ | ------------------ | ------------------ | ------------------ | ------------------ | ------------------ |
| 1話                                                    | 7月1日             | 想                 | 阿部雄一           | 16話               | 7月22日            | 抱                 | 植田尚             | 31話               | 8月12日            | 嵐                 | 阿部雄一           |
| 2話                                                    | 7月2日             | 走                 | 阿部雄一           | 17話               | 7月23日            | 陽                 | 植田尚             | 32話               | 8月13日            | 勇                 | 阿部雄一           |
| 3話                                                    | 7月3日             | 転                 | 阿部雄一           | 18話               | 7月24日            | 友                 | 植田尚             | 33話               | 8月14日            | 慕                 | 阿部雄一           |
| 4話                                                    | 7月4日             | 握                 | 阿部雄一           | 19話               | 7月25日            | 眼                 | 植田尚             | 34話               | 8月15日            | 親                 | 阿部雄一           |
| 5話                                                    | 7月5日             | 優                 | 阿部雄一           | 20話               | 7月26日            | 告                 | 植田尚             | 35話               | 8月16日            | 勝                 | 阿部雄一           |
| 6話                                                    | 7月8日             | 独                 | 阿部雄一           | 21話               | 7月29日            | 始                 | 阿部雄一           | 36話               | 8月19日            | 決                 | 小野浩司           |
| 7話                                                    | 7月9日             | 迎                 | 阿部雄一           | 22話               | 7月30日            | 愛                 | 阿部雄一           | 37話               | 8月20日            | 真                 | 小野浩司           |
| 8話                                                    | 7月10日            | 悔                 | 阿部雄一           | 23話               | 7月31日            | 闇                 | 阿部雄一           | 38話               | 8月21日            | 対                 | 小野浩司           |
| 9話                                                    | 7月11日            | 泥                 | 阿部雄一           | 24話               | 8月1日             | 諦                 | 阿部雄一           | 39話               | 8月22日            | 発                 | 小野浩司           |
| 10話                                                   | 7月12日            | 父                 | 阿部雄一           | 25話               | 8月2日             | 信                 | 阿部雄一           | 40話               | 8月23日            | 君                 | 小野浩司           |
| 11話                                                   | 7月15日            | 願                 | 今井和久           | 26話               | 8月5日             | 償                 | 植田尚             | 41話               | 8月26日            | 活                 | 阿部雄一           |
| 12話                                                   | 7月16日            | 懐                 | 今井和久           | 27話               | 8月6日             | 鍵                 | 植田尚             | 42話               | 8月27日            | 生                 | 阿部雄一           |
| 13話                                                   | 7月17日            | 先                 | 今井和久           | 28話               | 8月7日             | 実                 | 植田尚             | 43話               | 8月28日            | 今                 | 阿部雄一           |
| 14話                                                   | 7月18日            | 母                 | 今井和久           | 29話               | 8月8日             | 流                 | 植田尚             | 44話               | 8月29日            | 朝                 | 阿部雄一           |
| 15話                                                   | 7月19日            | 叫                 | 今井和久           | 30話               | 8月9日             | 友                 | 植田尚             | 最終               | 8月30日            | 光                 | 阿部雄一           |
| 平均視聴率 %（視聴率は関東地区・ビデオリサーチ社調べ） |                    |                    |                    |                    |                    |                    |                    |                    |                    |                    |                    |

## 撮影場所
- 西東京農業協同組合かすみ直売センター
- 横浜市営地下鉄ブルーライン・仲町台駅
- 京浜急行電鉄・京急長沢駅
- 相鉄ホールディングス（相鉄バス）
- カリタス女子短期大学
- 横浜駅西口
- 神奈川県立生田高等学校
- 浦安オリエンタルホテル

## スタッフ
- 企画：西本淳一（東海テレビ、第1・第2シリーズ）、中島資太（東海テレビ、第3シリーズ）
- 脚本：清水有生
- 広報：庄野俊哉（東海テレビ、第1シリーズ）、渡辺秀彦（東海テレビ、第1・第3シリーズ）、高橋久美子（東海テレビ、第1シリーズ）、村野直子（東海テレビ、第1・第2シリーズ）、胡桃千春（東海テレビ、第2シリーズ）、服部明宏（東海テレビ、第2シリーズ）、古田直樹（東海テレビ、第3シリーズ）、平岡敏治（東海テレビ、第3シリーズ）
- 音楽：富貴晴美
- 音楽制作：インスパイア・ホールディングス
- プロデューサー：市野直親（東海テレビ）、布施等（MMJ）
- 制作著作：MMJ（第2・第3シリーズ）
- 制作：東海テレビ放送、MMJ（第1シリーズ）

## テーマ曲
- 第1シリーズ主題歌：JYONGRI「Without You」（EMIミュージック・ジャパン）
- 第2シリーズ主題歌：真崎ゆか「Change Myself」（ユニバーサルJ）
  - 『明日の光をつかめ2 オリジナルサウンドトラック』が2011年8月12日からインターネット配信されている（2011年9月時点では未CD化）[14]。
- 第3シリーズ主題歌：GILLE「HIKARI」（ユニバーサルJ）
- 第3シリーズエンディングテーマ：Fis block「Don't give up」（F.I.MUSIC）
- 第3シリーズドテカボチャダンス使用曲：GILLE「A.T.W! feat. DAISHI DANCE×SHINJI TAKEDA(GDsound Ver.)」（ユニバーサルJ）

## DVD
- 第1シリーズのDVDボックスセットが2011年8月26日にポニーキャニオンから発売された。
  - 「明日の光をつかめ」DVD-BOX 1（PCBP-61921） - 3枚組（第1話～15話収録）
  - 「明日の光をつかめ」DVD-BOX 2（PCBP-61922） - 3枚組（第16話～30話収録）
  - 「明日の光をつかめ」DVD-BOX 3（PCBP-61923） - 4枚組（第31話～45話収録+特典ディスク）
- 第2シリーズのDVDボックスセットが2011年11月25日にポニーキャニオンより発売された。

## 書籍
- 第1シリーズのノベライズ本が2010年9月3日に汐文社から出版、著者はひろはたえりこ[15][16]。本枠作品史上初の児童書（ジュニアノベライズ）となった[16]。